# Aviação do Exército Brasileiro
A Aviação do Exército (AvEx) é o segmento aéreo do Exército Brasileiro, operando aeronaves de asa rotativa (helicópteros) em conjunto com forças de superfície como a 12.ª Brigada de Infantaria Leve (Aeromóvel). Originalmente fundada com aviões em 1919, ela deixou de existir em 1941, ressurgindo na sua forma atual em 1986. Ela tem principalmente modelos de transporte, além de helicópteros de ataque leves, mas não usa helicópteros de ataque dedicados. Seu Comando (CAvEx) em Taubaté, São Paulo, está vinculado ao Comando de Operações Terrestres, em Brasília, e ao Comando Militar do Sudeste. Ele tem subordinados apenas o 1.º e 2.º batalhões, também em Taubaté. O 3.º e o 4.º estão respectivamente em Campo Grande e Manaus, subordinados aos Comandos Militares do Oeste e da Amazônia, e há um destacamento em Belém, no Comando Militar do Norte.
A Aviação do Exército original, à base das aeronaves de asa fixa, tornou-se sua quinta Arma em 1927, mas foi unida à Aviação Naval em 1941 para formar a Força Aérea Brasileira (FAB). Mais tarde o Exército recriou a aviação com numa nova tecnologia militar, o helicóptero. Havia interesse desde os anos 1960, mas a Aviação do Exército só retornou nos anos 1980, quando foi estrela do programa de modernização, a “Força Terrestre 90”, exigindo investimentos pesados e a formação de mão de obra altamente especializada. Como parte do “núcleo de modernidade” do Exército, a AvEx foi protegida dos cortes orçamentários na década seguinte e tornou-se uma força estratégica, de mobilização rápida para qualquer parte do país. Justamente por isso ela foi criada em Taubaté, no núcleo central do país e próxima à indústria aeronáutica do vale do Paraíba. Posteriormente os meios foram desconcentrados, mas o grosso do efetivo permanece em Taubaté.
A AvEx é especialmente importante para a mobilidade na Amazônia, onde teve seu “batismo de fogo” na Operação Traíra, em 1991. No século XXI ela é muito usada na segurança de grandes eventos e operações de garantia da lei e da ordem. Os helicópteros operam em estreita coordenação com as forças terrestres em funções logísticas, de reconhecimento, de apoio de fogo e de transporte de tropas. Sua função prioritária foi originalmente concebida como o assalto aeromóvel, inserindo as tropas da 12.ª Brigada atrás das linhas inimigas, mas o número de helicópteros é uma limitação. Os pilotos e os especialistas (como os mecânicos de voo) são respectivamente oficiais e sargentos formados no Centro de Instrução de Aviação do Exército (CIAvEx). A logística dos helicópteros é complexa e depende de tecnologia importada. O Batalhão de Manutenção e Suprimento (BMS), em Taubaté, tem a missão de manter 70% dos helicópteros disponíveis para uso imediato, enquanto a Base de Aviação de Taubaté (BAvT) administra a infraestrutura e realiza o controle de tráfego aéreo. A frota correspondia a 13% das aeronaves das Forças Armadas do Brasil em 2022.
Os batalhões de aviação são mistos, com esquadrilhas de reconhecimento e ataque, com helicópteros como o HA-1 Esquilo (Eurocopter Ecureuil e Fennec), e de emprego geral, com helicópteros de manobra como o HM-1 Pantera (Eurocopter Panther). O Esquilo é também o modelo padrão para a instrução. Esses dois modelos foram os primeiros a ser comprados, mas o HA-1 não satisfez as ambições do Exército para o combate ar-solo ou ar-ar, e o HM-1, para a capacidade de transporte. O Exército adquiriu novos helicópteros de manobra, o HM-2 Black Hawk (Sikorsky UH-60), HM-3 Cougar (Eurocopter Cougar) e HM-4 Jaguar (Eurocopter Caracal), respectivamente a partir de 1997, 1999 e 2011. O HA-1, HM-1 e HM-4 são montados pela Helibras. O Programa Estratégico Aviação do Exército, formalizado pelo Estado-Maior do Exército (EME) em 2017, inseriu a AvEx no portfólio de projetos do Exército, com planos como a aquisição de helicópteros de ataque dedicados e aeronaves de asa fixa para a logística; porém, a intenção de adquirir aviões foi impedida por pressão da FAB em 2020. O CIAvEx foi escolhido para formar os operadores de sistemas de aeronaves remotamente pilotadas (SARP) do Exército e várias foram recebidas em 2022.

## História

### Aviação de asas fixas (pré-1941)

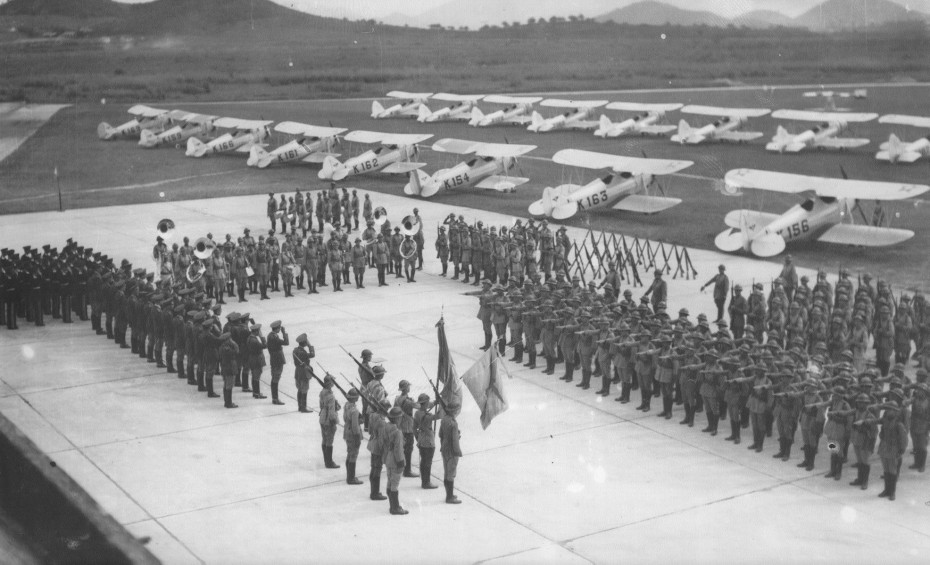
Aniversário da Escola de Aviação Militar em 1936

A primeira experiência aeronáutica do Exército Brasileiro foi o uso de balões de observação em 1867, durante a Guerra do Paraguai. Em seguida, no início do século XX a nova tecnologia do avião entrou na pauta das reformas militares. O país não tinha indústria aeronáutica, e era difícil criar uma escola de aviação. O primeiro piloto de avião do Exército foi o até então tenente, Ricardo Kirk, brevetado na França em 1912. Ele voou missões de reconhecimento na Guerra do Contestado, onde morreu num acidente em 1915.
Após o final da Primeira Guerra Mundial o Brasil conseguiu contratar instrutores franceses e importar aviões excedentes. Em 1919 foi criada a Escola de Aviação Militar no Campo dos Afonsos, Rio de Janeiro, para formar os aviadores, observadores e mecânicos. O status da aviação foi elevado ao de Arma em 1927. Ela era a grande novidade no Exército nos anos 1920. Na Revolução Constitucionalista de 1932, foi usada em larga escala pela primeira vez. A partir de 1933 suas unidades operacionais foram instaladas em todo o país, e em 1941 ela já tinha 330 aeronaves, embora muitas obsoletas ou inoperáveis, com um efetivo e estruturas insuficientes para a defesa nacional.
As Aviações Militar (ou seja, do Exército), Naval e comercial existiam independentemente. Os aviadores militares tornaram-se cada vez mais diferentes de seus companheiros em terra e mar, desenvolvendo um ethos próprio. Na década de 1930 surgiu um movimento propondo a unificação das aviações em um “Ministério do Ar”. Tinham planos ambiciosos para o poder aéreo e consideravam ineficiente a separação de seus meios. A Força Aérea Brasileira, formada em 1941, absorveu as Aviações Militar e Naval. Sua criação foi uma decisão política, pois a nova corporação era um terceiro peso na rivalidade entre o Exército e a Marinha. O Ministério da Marinha foi contra a medida, enquanto o Ministério da Guerra foi favorável. Alguns generais pretendiam um Ministério da Aeronáutica transitório; a aviação militar seria unificada numa subsecretaria subordinada ao Exército. O presidente Getúlio Vargas não cedeu a essa intenção do Exército, e a Aeronáutica consolidou-se como nova força. A Escola de Aviação Militar tornar-se-ia a atual Academia da Força Aérea, e as antigas unidades aéreas do Exército correspondem às Bases Aéreas/Alas da FAB.

### Decisão de reativar (1986)

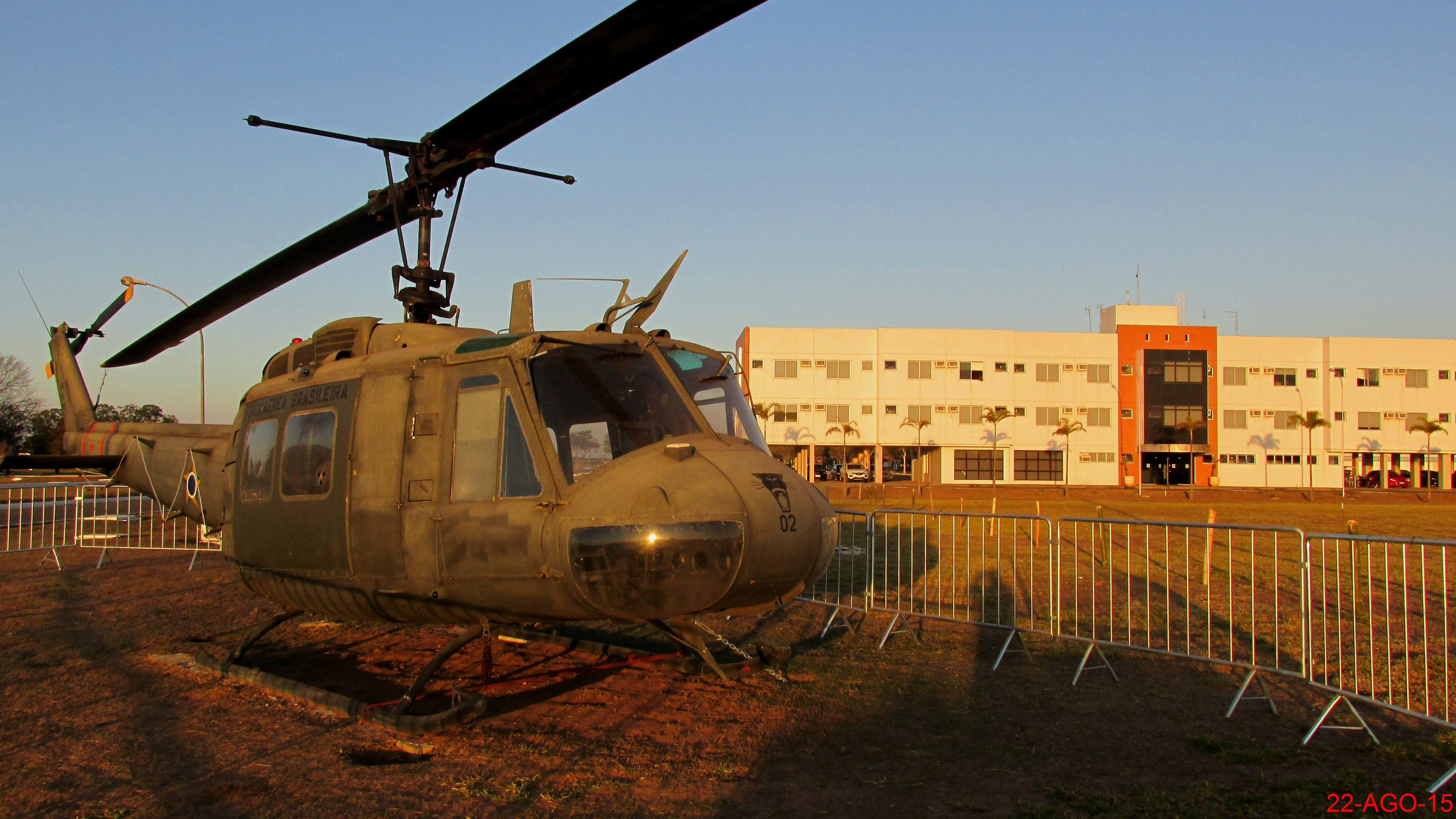
Helicóptero Bell “Huey” da Aeronáutica, modelo que operou com o Exército no Araguaia

Após o avião, outra grande novidade tecnológica, o helicóptero bélico, emergiu na Guerra da Coreia e especialmente na Guerra do Vietnã, na década de 1960. Capaz de atravessar qualquer terreno, mostrou-se versátil no transporte e apoio aéreo aproximado das forças terrestres e foi empregado em larga escala pelas Forças Armadas dos Estados Unidos, onde surgiu o conceito de “cavalaria aérea”. O Exército e a Força Aérea americanas disputaram qual seria a relação hierárquica entre as forças em terra e os helicópteros e chegaram ao Acordo Johnson-McConnell de 1966: as aeronaves de asa rotativa ficariam com o Exército, e de asa fixa com a Força Aérea. No Brasil, o Exército desfrutou do apoio de helicópteros Bell UH-1 Iroquois da FAB no combate à Guerrilha do Araguaia. O Alto Comando do Exército não ignorava a aviação dos demais exércitos sul-americanos, e alguns oficiais brasileiros presenciaram manobras de helicópteros dos exércitos americano e francês.
Oficiais brasileiros da arma da Cavalaria, inspirados no exemplo americano, já imaginavam em 1965 o helicóptero como evolução futura após os blindados. Essa ambição nunca foi realizada, pois os helicópteros brasileiros não surgiriam na cavalaria. O Plano Diretor de Reorganização do Exército de 1970 previa a recriação da Aviação do Exército. A oficialidade não queria depender da FAB para a logística, transporte de tropas e operações aeromóveis. A aviação prevista nesse plano teria uma mistura de helicópteros e aviões e distribuição descentralizada, ao contrário da aviação implantada em 1986. Muitas reformas foram implementadas na década de 1970, mas não a aviação. Em 1977 o Estado-Maior do Exército (EME) iniciou estudos sobre a aviação orgânica.
Foi a experiência da Guerra das Malvinas, em 1982, que definitivamente empurrou as autoridades militares a decidir pelos helicópteros. As Forças Armadas Argentinas, as mais avançadas do continente, haviam sido derrotadas, e um dos muitos aspectos era o menor número de helicópteros. A defasagem brasileira nas áreas operacional, tecnológica e humana ficou clara e preocupante. O Exército planejou a Força Terrestre 90 (FT-90), implantada de 1986 a 1990, como primeira parte de um programa de modernização. Os investimentos necessários eram pesados e o país passava pela década perdida, mas o presidente José Sarney, por precisar da sustentação política do ministro do Exército Leônidas Pires Gonçalves, proveu os recursos necessários. 500 milhões de dólares extraorçamentários foram alocados ao Exército em 1986–1987. Grande parte desse esforço não deu fruto, mas na área tecnológica a Aviação do Exército e a guerra eletrônica foram introduzidas com sucesso.
Entre os paradigmas quebrados estava o tradicional monopólio das aeronaves pela FAB. A Marinha e a Aeronáutica já haviam travado uma longa batalha pela aviação embarcada no porta-aviões Minas Gerais. O “corolário Castelo Branco”, de 1965, permitiu à Marinha operar helicópteros, mas manteve os aviões com a FAB. Uma nova disputa surgiu quando o Exército tentou, sem sucesso, comprar helicópteros Bell H-1H em 1969. Mas a Aviação do Exército, também composta de helicópteros, foi criada sem alarde ou campanha contrária. Os chefes da Aeronáutica já reconheciam a necessidade tática dos helicópteros no Exército e Marinha. A Aviação do Exército foi recriada formalmente em 3 de setembro de 1986.

### Implantação

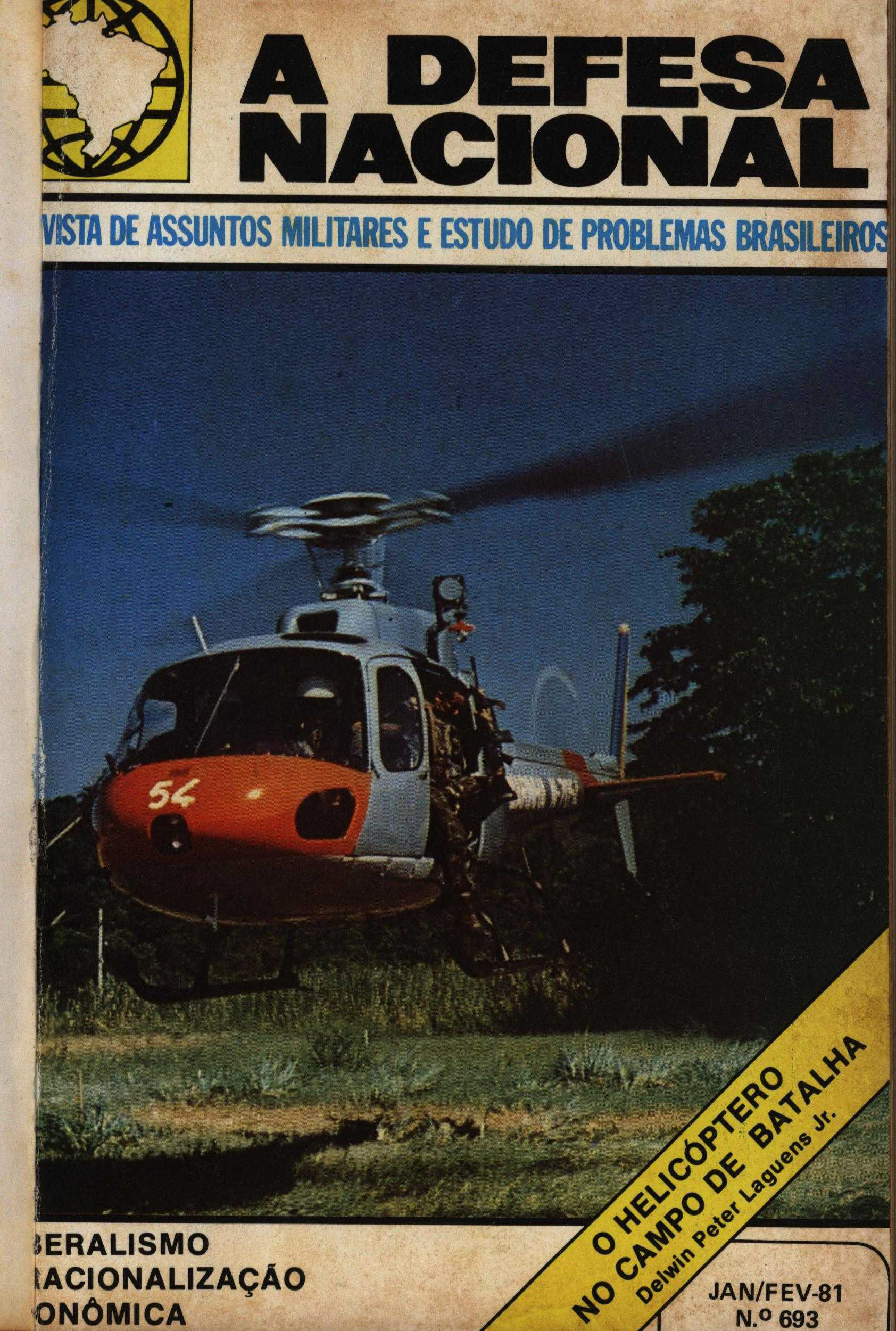
O periódico A Defesa Nacional discute os helicópteros militares em 1981; na capa, uma aeronave da Marinha

A aviação era a “parte mais badalada da modernização” e o “carro-chefe da FT-90”, mas sua introdução foi difícil. Ela exigia um ônus financeiro e logístico pesado e recursos humanos altamente especializados. Mesmo com um orçamento suficiente, o projeto demoraria ao menos uma década. O general Leônidas se recorda da incredulidade de um interlocutor do governo: “Um exército que não tem nem coturno quer ter helicóptero!” Aeronaves foram compradas e o efetivo inicial treinado na Marinha e na Aeronáutica. Para preservar a cultura organizacional do Exército, os enviados eram capitães e sargentos antigos. A parte mais demorada seria a doutrina de emprego, pois não poderia ser copiada de outro país. Como as aeronaves chegaram antes da doutrina, a aviação passou por cinco grandes reestruturações de sua criação formal, em 1986, até 1994; o importante para o ministro do Exército era aproveitar a conjuntura favorável.
Na Missão Ajuricaba, em outubro de 1990, os helicópteros foram apresentados a guarnições em Minas Gerais, Brasília, o Centro-Oeste e o Norte, percorrendo nove mil quilômetros desde Taubaté. Avaliaram-se as dificuldades no deslocamento a longa distância e operação em regiões quentes e úmidas, com áreas de pouso restritas. Em 1991 já começava a formação de recursos humanos dentro do Exército com a criação do Centro de Instrução de Aviação do Exército. Cortes orçamentários atingiram as Forças Armadas em cheio no início da década de 1990. A AvEx foi uma de poucas áreas poupadas do efeito dos cortes pelo Alto Comando do Exército. Ela tornou-se parte do “núcleo de modernidade” do Exército, assim como a 12.ª Brigada de Infantaria Leve (Aeromóvel). Essa brigada, convertida em 1995, surgiu paralelamente à aviação como uma tropa capaz de operar em seus helicópteros. A Doutrina Delta adotada pelo Exército em 2000, ao valorizar as operações nos flancos e retaguarda, atribuiu grande importância às operações aeromóveis. A AvEx tornou-se uma das Forças de Emprego Estratégico do Exército, com capacidade de mobilização imediata.

### Atuação

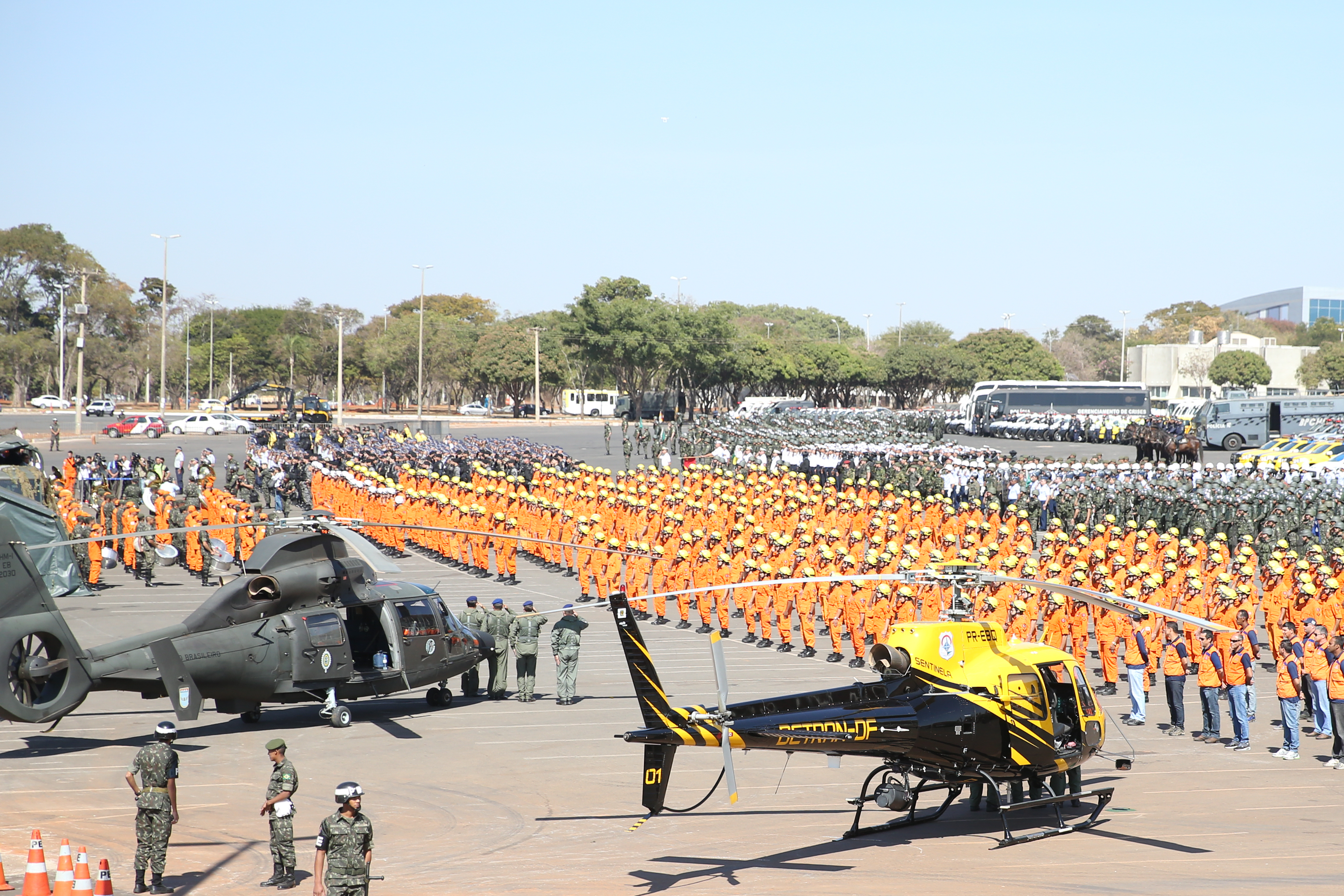
HM-1 Pantera usado na segurança das Olimpíadas de 2016

O “batismo de fogo” da recém-criada Aviação do Exército foi a Operação Traíra em 1991, uma ofensiva conjunta das Forças Armadas brasileiras e colombianas contra as Forças Armadas Revolucionárias da Colômbia na fronteira. Participaram helicópteros Esquilo e Pantera e o pessoal de suprimento e manutenção. Eles levaram suprimentos à base no rio Traíra, transportaram o 1.º Batalhão Especial de Fronteira e infiltraram e exfiltraram patrulhas do 1.º Batalhão de Forças Especiais. A operação revelou a necessidade de introduzir regras de voo por instrumentos, navegação por GPS e uma base de aviação na Amazônia.
Ao longo da década de 1990 a Aviação do Exército participou de operações contra o garimpo ilegal e o crime organizado no Rio de Janeiro e missões convencionais de presença na fronteira com a Venezuela. A primeira missão internacional foi a Missão de Observadores Militares entre Equador e Peru (MOMEP), em 1997, com a participação de quatro helicópteros na zona de disputa territorial entre os dois países. No século XXI o uso da Aviação do Exército na garantia da lei e da ordem e na colaboração com agências de segurança é crescente. Na intervenção federal no Rio de Janeiro em 2018, os helicópteros serviram para o comando e controle, reconhecimento e desembarque de tropas.
As operações vão além da finalidade militar, pois os helicópteros também cooperam com ministérios civis e órgãos públicos como o IBAMA, a Polícia Federal e a Defesa Civil; por exemplo, nas enchentes e deslizamentos de terra no Litoral Norte de São Paulo em 2023, houve coordenação entre o Ministério da Defesa, Exército, Corpo de Bombeiros de São Paulo, Polícia Militar do Estado de São Paulo e Defesa Civil. Seis helicópteros do 1.º e 2.º BAvEx transportaram bombeiros e participaram de buscas de resgate e salvamento. No mesmo ano, helicópteros da FAB e da AvEx foram usados na resposta governamental à crise humanitária ianomâmi. Eles serviram para a logística de mantimentos e evacuação aeromédica da população afetada, além do transporte de militares e civis dos órgãos envolvidos na operação.

### Novas categorias de aeronave

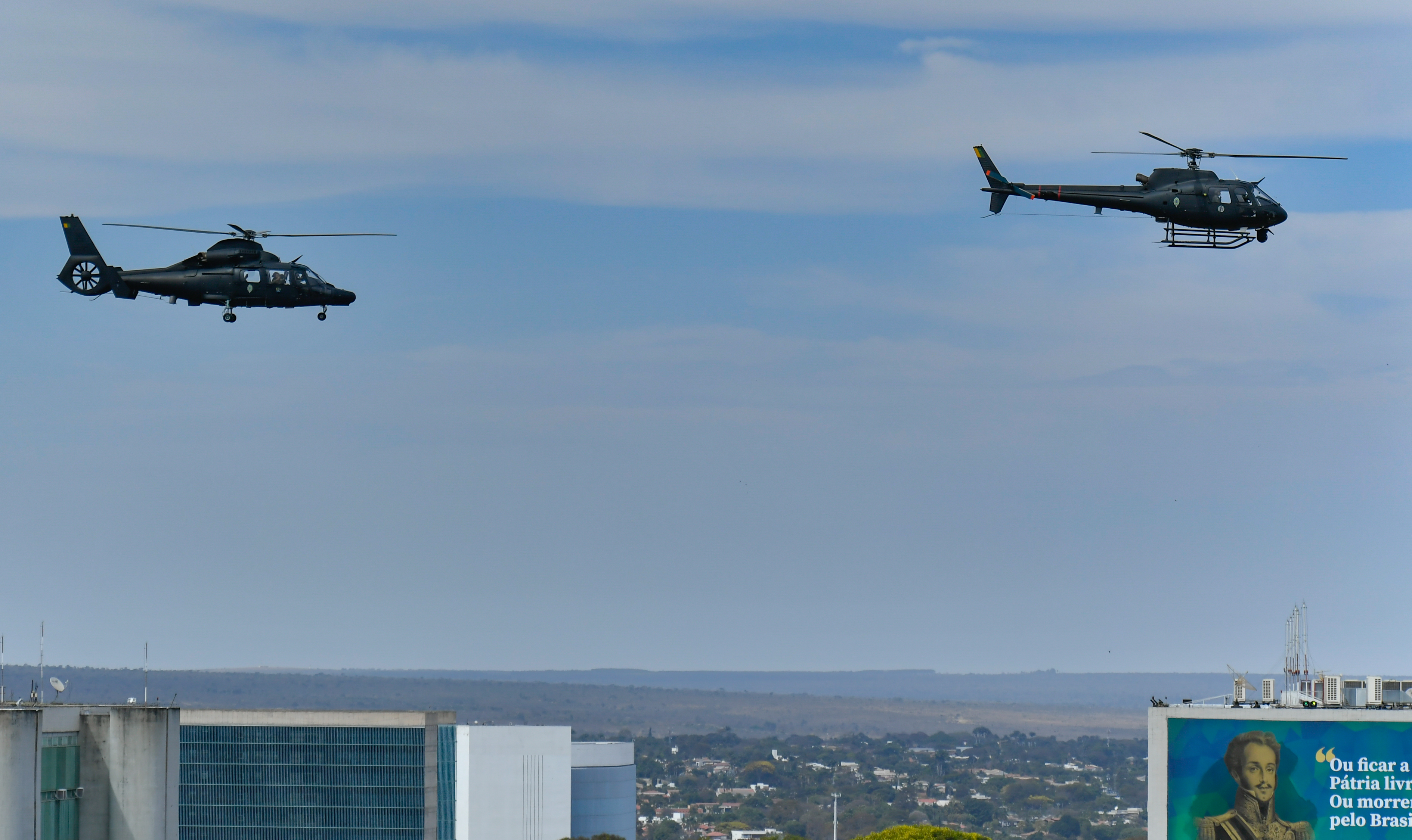
Helicóptero de emprego geral (Pantera), à esquerda, e de reconhecimento e ataque (Esquilo), à direita

A Aviação do Exército foi criada com helicópteros de Ataque (HA-1 Fennec ou Esquilo), nas esquadrilhas de reconhecimento e ataque, e de Manobra (HM-1 Pantera e posteriormente HM-2 Black Hawk, HM-3 Cougar e HM-4 Jaguar), nas esquadrilhas de emprego geral. Ambos podem usar metralhadoras laterais para sua defesa, mas os de reconhecimento e ataque têm também armamentos axiais como metralhadoras e lançadores de foguetes. Os helicópteros de emprego geral são maiores e têm maior capacidade de transporte.
O Exército Brasileiro não tem um helicóptero de ataque dedicado como os usados na França (Tiger) e Estados Unidos (Apache), cujo poder de fogo é superior aos HA-1 brasileiros. Essa lacuna foi abordada no Programa Estratégico Aviação do Exército, formalizado pelo EME em agosto de 2017. As diretrizes estratégicas do Exército passaram a incluir os programas da AvEx, entre eles a aquisição de helicópteros de ataque dedicados e aeronaves de asa fixa para a logística. 12 helicópteros de ataque de fabricação nova seriam comprados até 2031.
O programa de aeronaves de asa fixa foi polêmico. Insatisfeito com a logística da Aeronáutica, o Exército pretendia adquirir oito aviões Short C-23 Sherpa para suprir seus Pelotões Especiais de Fronteira na Amazônia. Um decreto presidencial permitiu a posse de aeronaves de asa fixa pelo Exército em 2020, mas foi revogado apenas dois dias depois de sua publicação. A aquisição era duramente oposta por oficiais da Aeronáutica e mesmo alguns do Exército. Eles consideravam os pesados gastos nessas aeronaves inoportunos num momento de recursos escassos, preferindo que fosse feito investimento nos aviões parados da FAB.
A demanda do Exército e da FAB por sistemas de aeronaves remotamente pilotadas (SARPs, ou drones) já era notada na imprensa desde 2013. O interesse do Exército era no monitoramento de fronteiras e pontos estratégicos, como a Usina de Itaipu, e na segurança de grandes eventos. A doutrina no Brasil para essa área é nova. As ARPs podem servir de alternativas mais econômicas aos HA-1 Esquilo na função de reconhecimento. Fora da AvEx, a Companhia de Precursores Paraquedista já usava a tecnologia em 2016. Em Taubaté, drones maiores foram incorporados no final de 2022. O Exército escolheu o CIAvEx como unidade formadora dos recursos humanos na área dos SARP.

## Frota de aeronaves

### Helicópteros

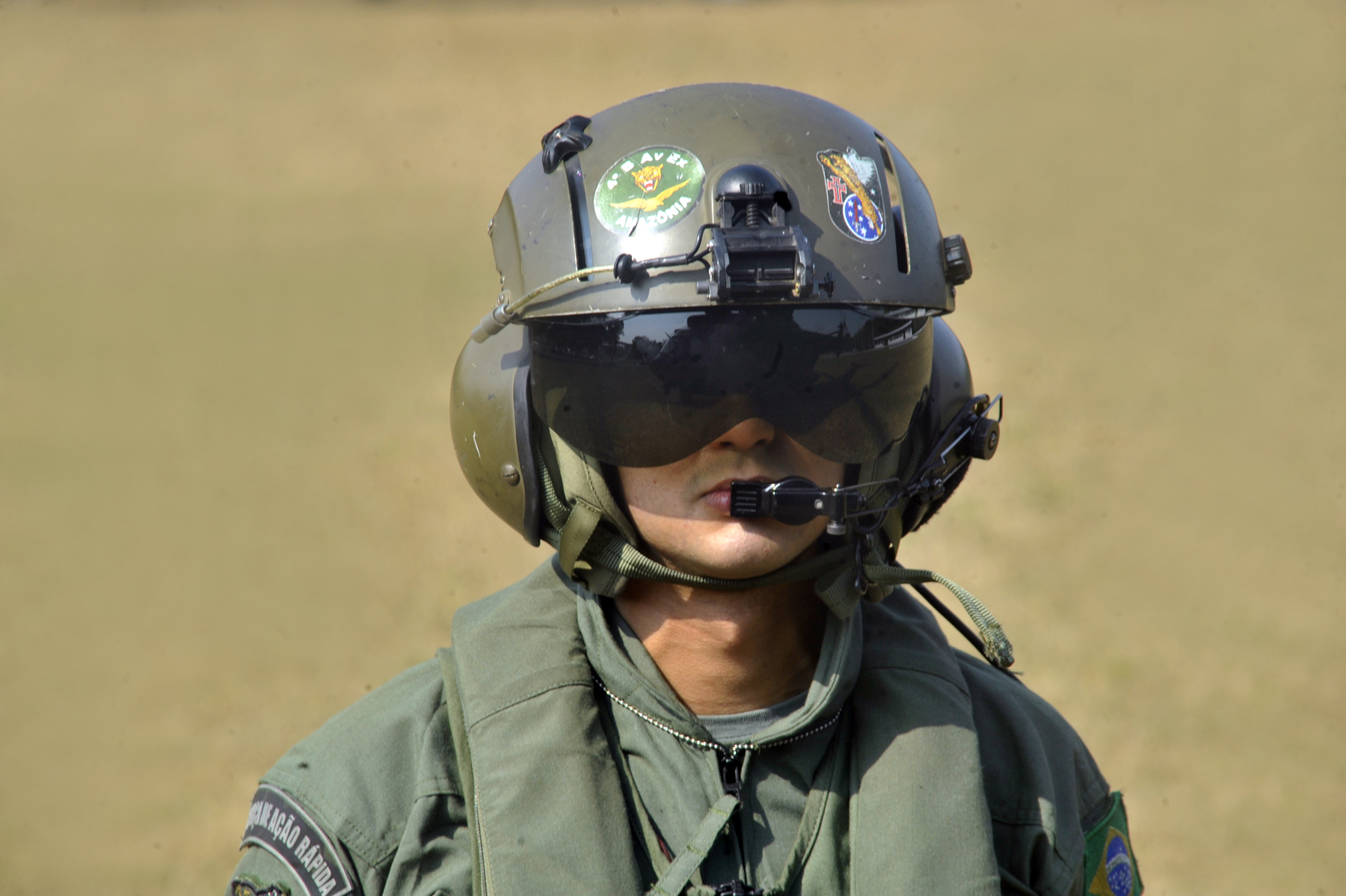
Tripulante de helicóptero do 4.º BAvEx

A Bell era a empresa favorita na primeira licitação para a compra de helicópteros, mas surpreendentemente foi derrota pela Aérospatiale, que já possuía uma fábrica no Brasil, a Helibras. A primeira aquisição foi em 1987, e o primeiro helicóptero foi entregue em 21 de abril de 1989. Desde então, o Exército é seu maior cliente de asas rotativas. Inicialmente foram adquiridos 36 HM-1 Pantera e 16 HA-1 Esquilo, e em seguida, 20 Fennec, também designados HA-1. Suas limitações ficaram evidentes: no combate ar-solo, o HA-1 ficaria ao alcance do fogo inimigo e não conseguiria atirar de posições cobertas ou abrigadas. Ele tampouco seria apropriado ao combate ar-ar. Assim, seria inadequado à defesa dos helicópteros de manobra durante o desembarque. Por sua vez, o HM-1 não tinha segurança nas condições limítrofes do peso de decolagem, reduzindo o grupo de combate (GC) que poderia ser transportado de nove a sete homens.
A reduzida capacidade de transporte dos Pantera levou à compra de quatro aeronaves Black Hawk (HM-2), da Sikorsky, e oito Cougar (HM-3), da Aérospatiale, respectivamente em 1997 e 1999. Ambas eram projetadas para uso militar, com características como blindagem superior e visão noturna. Elas transportam 12 (HM-2) e 22 (HM-3) passageiros, o que no caso do HM-3, permite carregar dois GCs completos em vez de um. Em meados dos anos 2000, o HA-1 mostrou-se útil no reconhecimento após a instalação do Sistema Olho de Águia, com uma câmera e antena instaladas abaixo do piso e conectadas aos decisores militares em terra. O Black Hawk é o único modelo de origem americana; todos os outros helicópteros são tecnologias francesas.

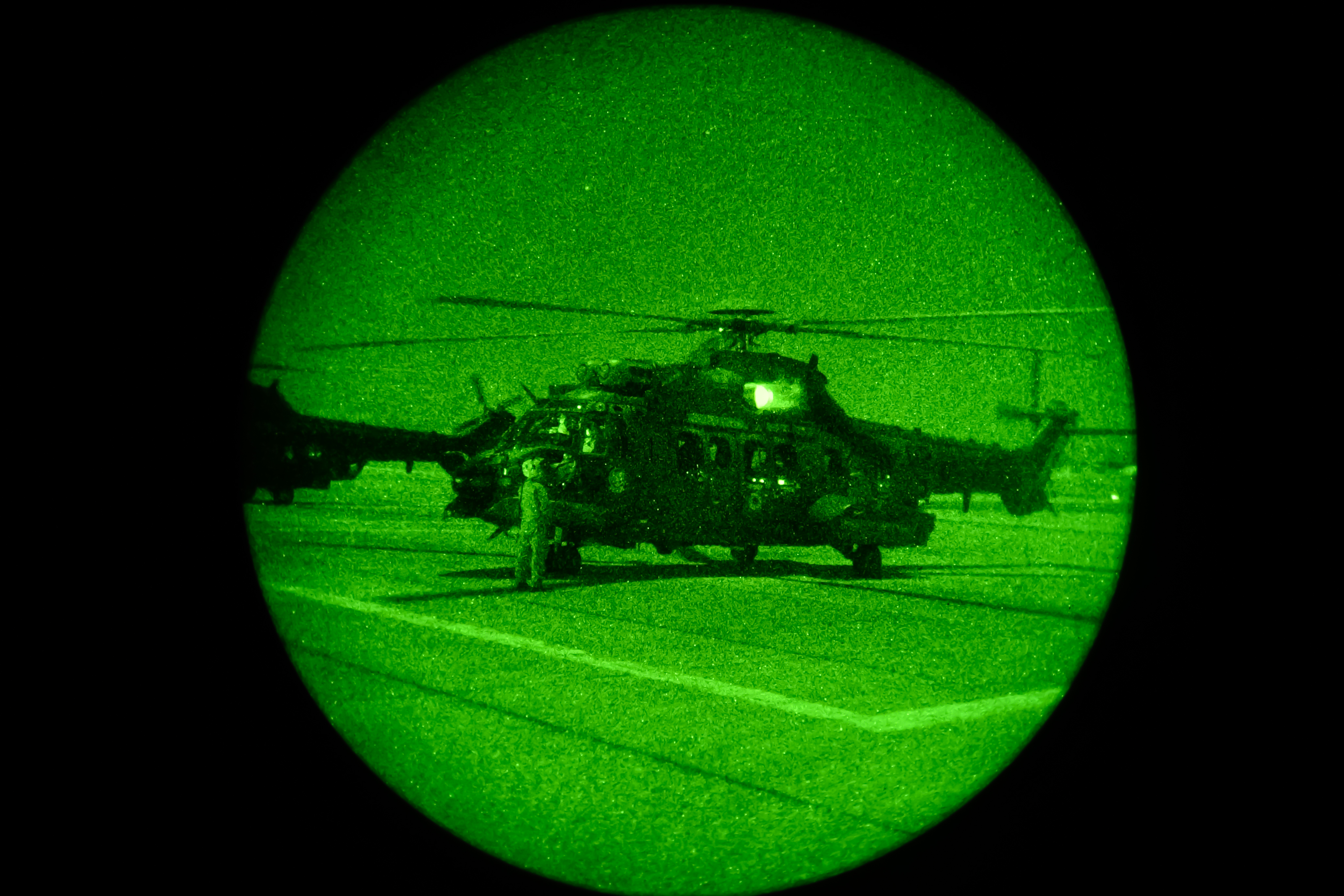
Visão noturna de helicópteros em adestramento conjunto com a Marinha e Aeronáutica

16 EC 725 (H225-M), uma versão mais avançada do HM-3, começaram a chegar em 2011 e foram designados HM-4 Jaguar. Sua compra faz parte do programa HX-BR, pelo qual 50 desses helicópteros seriam montados pela Helibras para as Forças Armadas. Os sensores do Jaguar podem coletar sinais eletromagnéticos para a inteligência de sinais. Ele tem sistemas de defesa inexistentes no Cougar, tornando-o melhor para o apoio de combate, mas perde no quesito reserva de potência, e assim, na utilidade para o apoio logístico.
Contratos de modernização dos HM-1 e HA-1 foram respectivamente assinados em 2009 e 2010, para a incorporação de itens como a visão noturna e a recuperação de duas aeronaves acidentadas de cada. Outras duas HA-1 perdidas não foram recuperadas. Os novos padrões foram chamados AS.365K2 Super Pantera e Fennec AvEx. Com a disponibilidade da visão noturna em todos os modelos de helicóptero, todas as missões podem ser realizadas à noite, e o HA-1 tem também visão em infravermelho. A modernização ainda estava em curso em 2017, quando o Programa Estratégico Aviação do Exército propôs a substituição dos Cougar e Black Hawk por um novo helicóptero de médio porte, a ser designado HM-5. Em 2023 o Exército decidiu substituir todos os HM-2 e HM-3 em operação por doze Black Hawks novos de fábrica, cuja recepção é esperada a partir de 2025.
Ao final da modernização, em 2021, os Fennec e Pantera receberam as novas designações de HA-1A e HM-1A. Os novos motores dos Super Pantera permitem carregar nove passageiros em vez de sete. O Programa Estratégico também previu novos armamentos, ainda não implementados ao final de 2022, no projeto Sistema de Armamento Axial e Imageamento de Helicópteros (SiAAIH) 24, pois os atuais armamentos dos HA-1 têm letalidade insuficiente e a aquisição de alvos é apenas visual, aumentando o risco de fratricídio. O programa focaria no combate noturno, aumentando a precisão do poder de fogo atual e expandindo-o com mísseis ar-solo guiados Spike LR2. Isto seria uma solução provisória à ausência de helicópteros de ataque, e poderia permitir ao Super Pantera servir para o reconhecimento e ataque nos batalhões desprovidos do Fennec.
A frota somava 95 aeronaves em 2022. Outra fonte, contabilizando apenas 91, calculou que representam 13% da frota aérea militar brasileira. Considerando a diversidade de missões, o tamanho do território nacional e a grande capacidade necessária para transportar mesmo um batalhão de infantaria leve, um trabalho na Escola de Aperfeiçoamento de Oficiais avaliou a frota como pequena em 2021.

Helicópteros do Exército
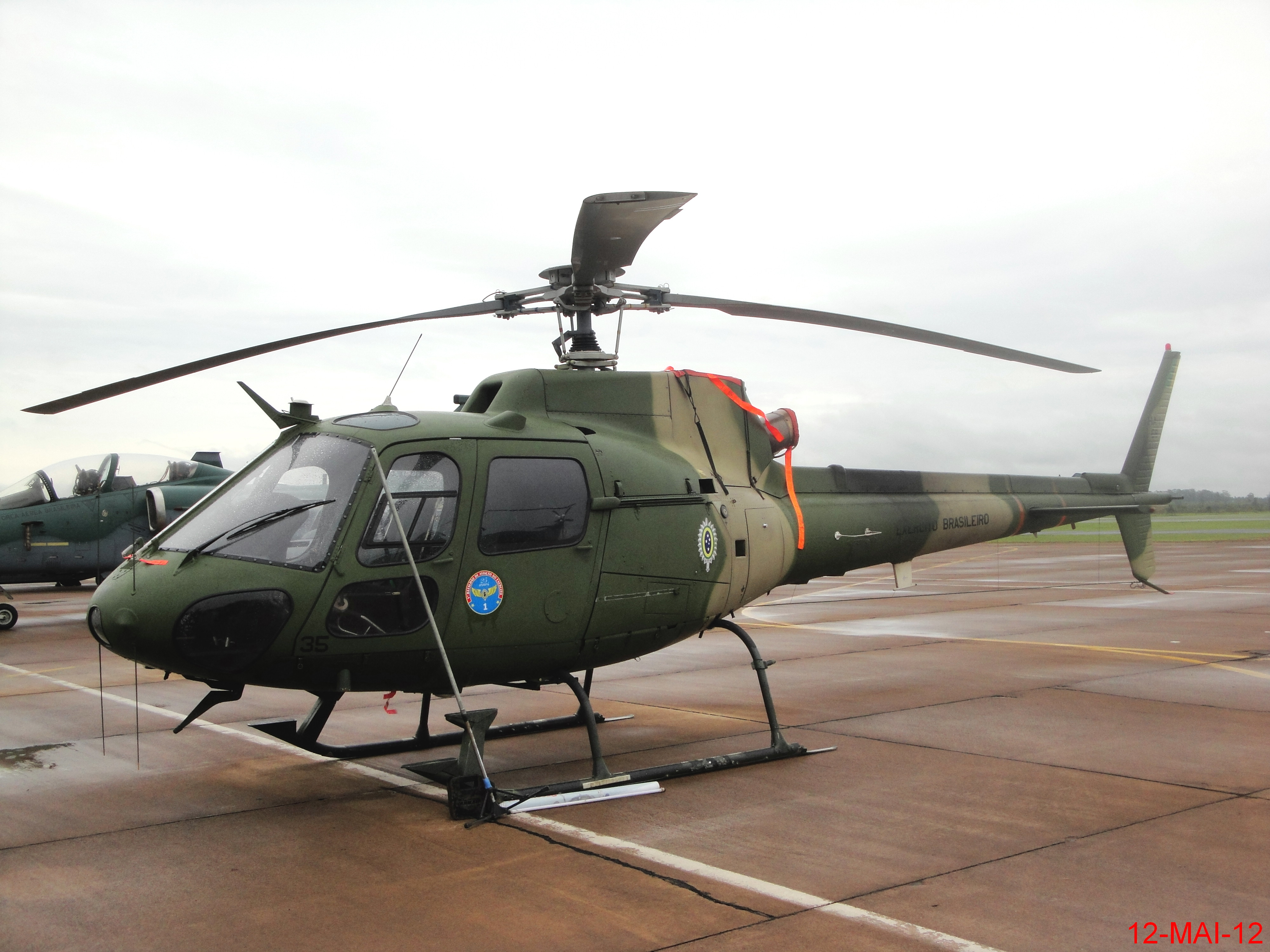
HA-1 Esquilo
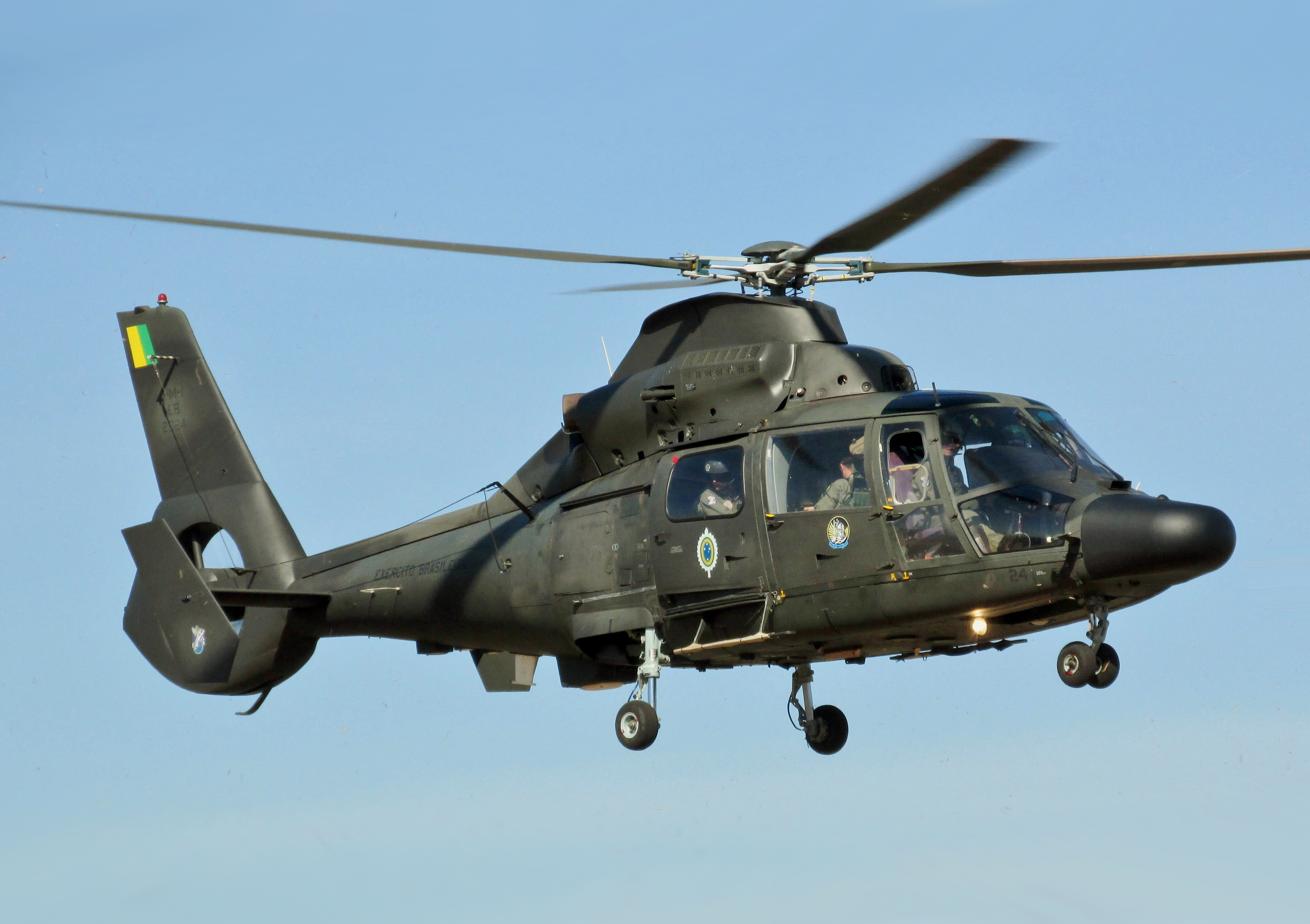
HM-1 Pantera
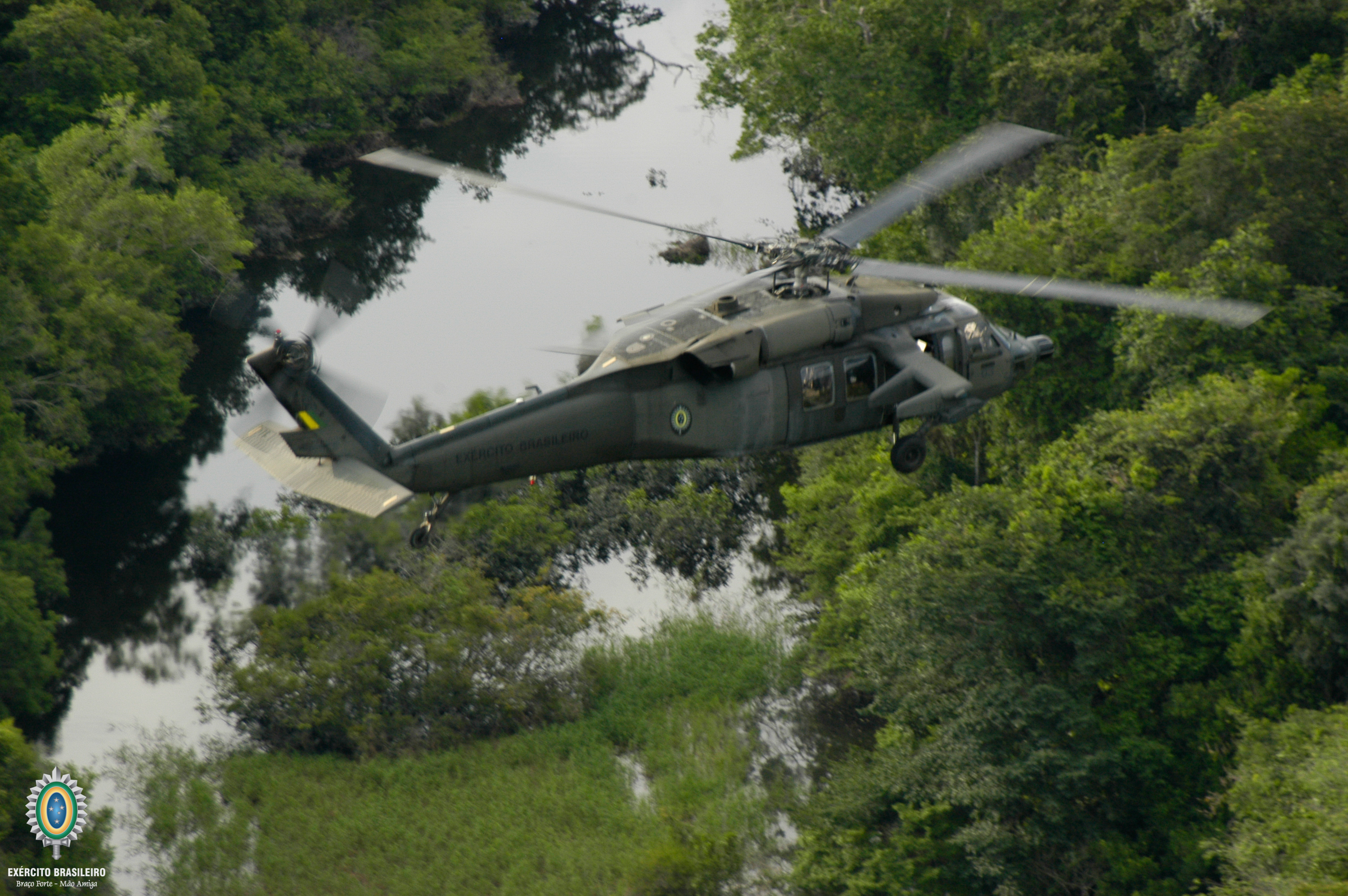
HM-2 Black Hawk
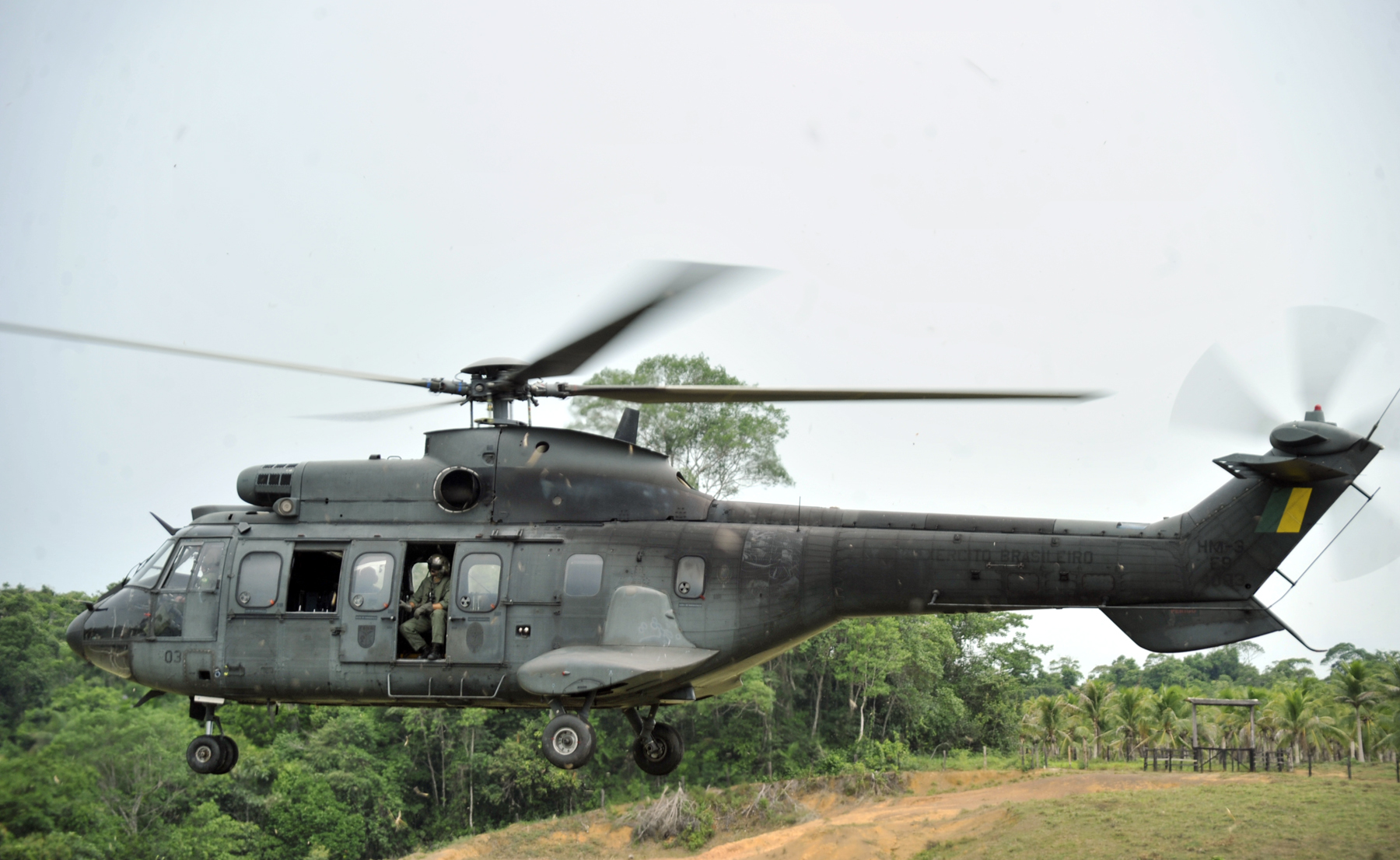
HM-3 Cougar
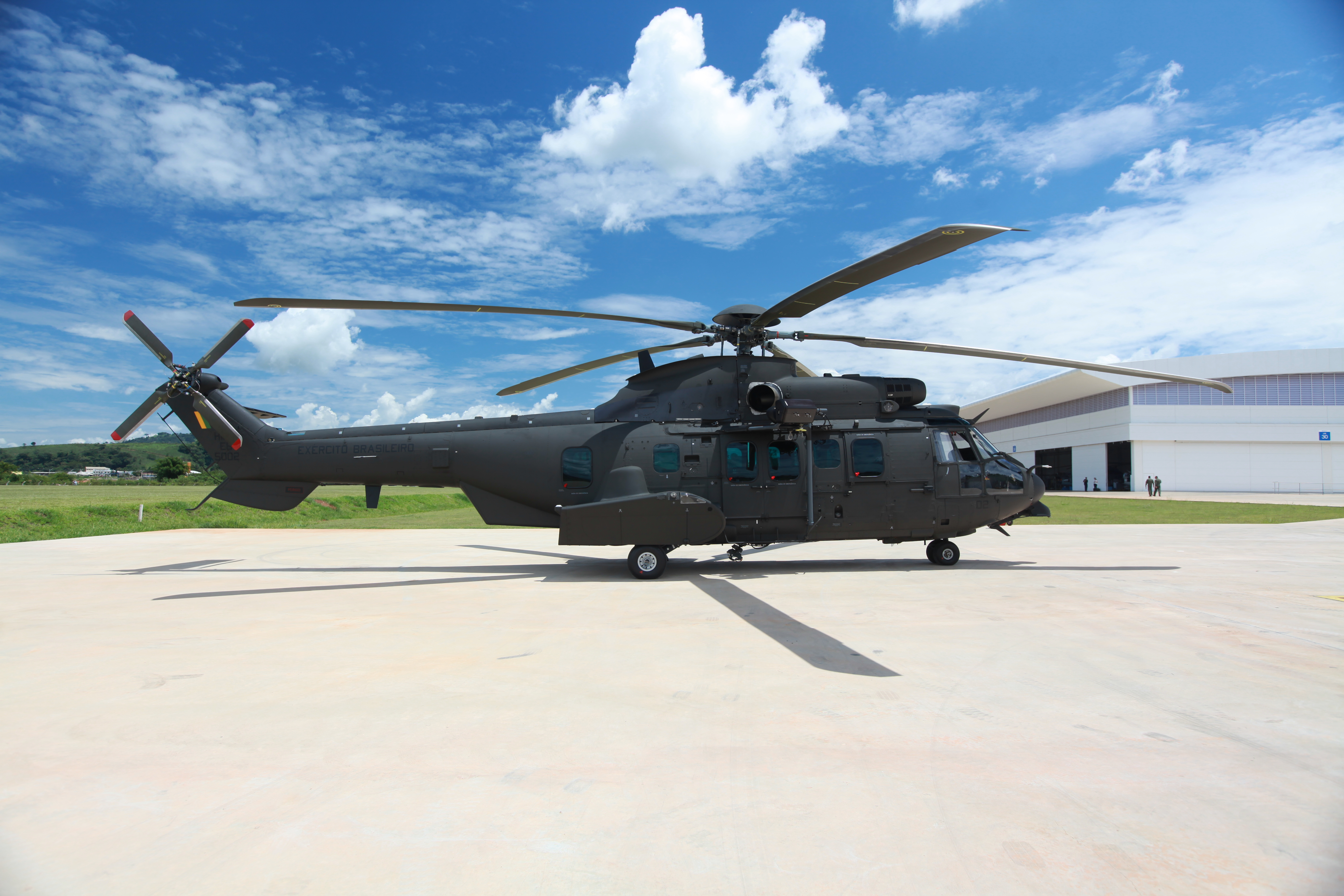
HM-4 Jaguar

### Sistemas de aeronaves remotamente pilotadas
De novembro a dezembro de 2022 a Aviação do Exército incorporou lotes de SARPs das categorias 0, 1 e 2. As categorias classificam o SARP pela sua altitude e raio de ação, autonomia e o escalão de emprego. Resumidamente, a categoria 0 é usada a nível de companhia, a 1 por batalhões e a 2 por grandes unidades como brigadas. Foram recebidos 30 Mavic 2, de categoria 0, quatro Matrice 300 RTK, de categoria 1, ambos da empresa chinesa DJI, e três Nauru 1000C, de categoria 2, da empresa brasileira XMobots. Suas autonomias de voo são respectivamente 31 minutos, 50 minutos e dez horas. Eles têm funções de inteligência, reconhecimento, vigilância e aquisição de alvos, servindo em fronteiras, operações urbanas e operações convencionais. O Nauru 1000C será avaliado no 3.º Batalhão de Aviação do Exército, no Comando Militar do Oeste.

Aeronaves remotamente pilotadas do Exército
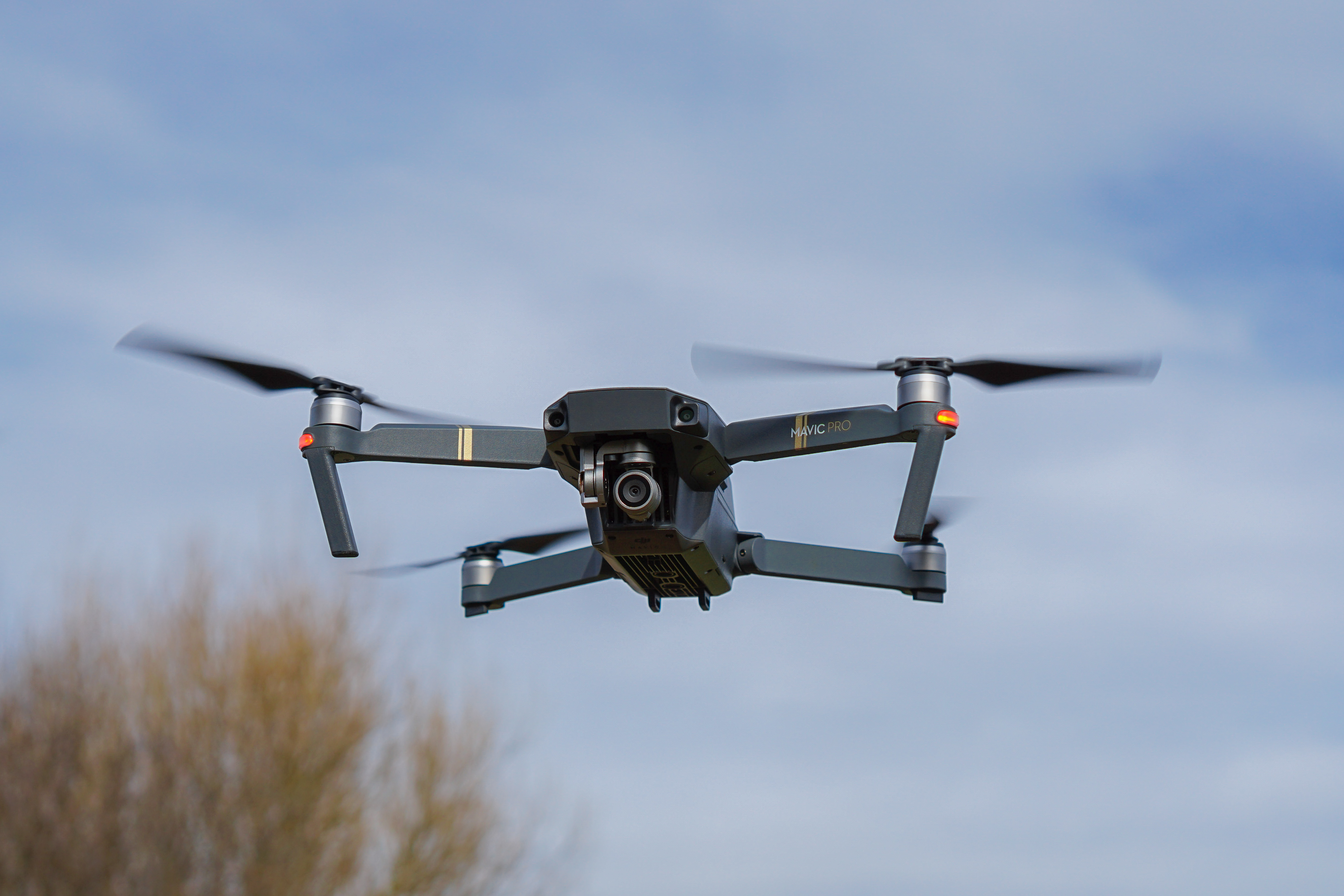
DJI Mavic 2 (categoria 0)
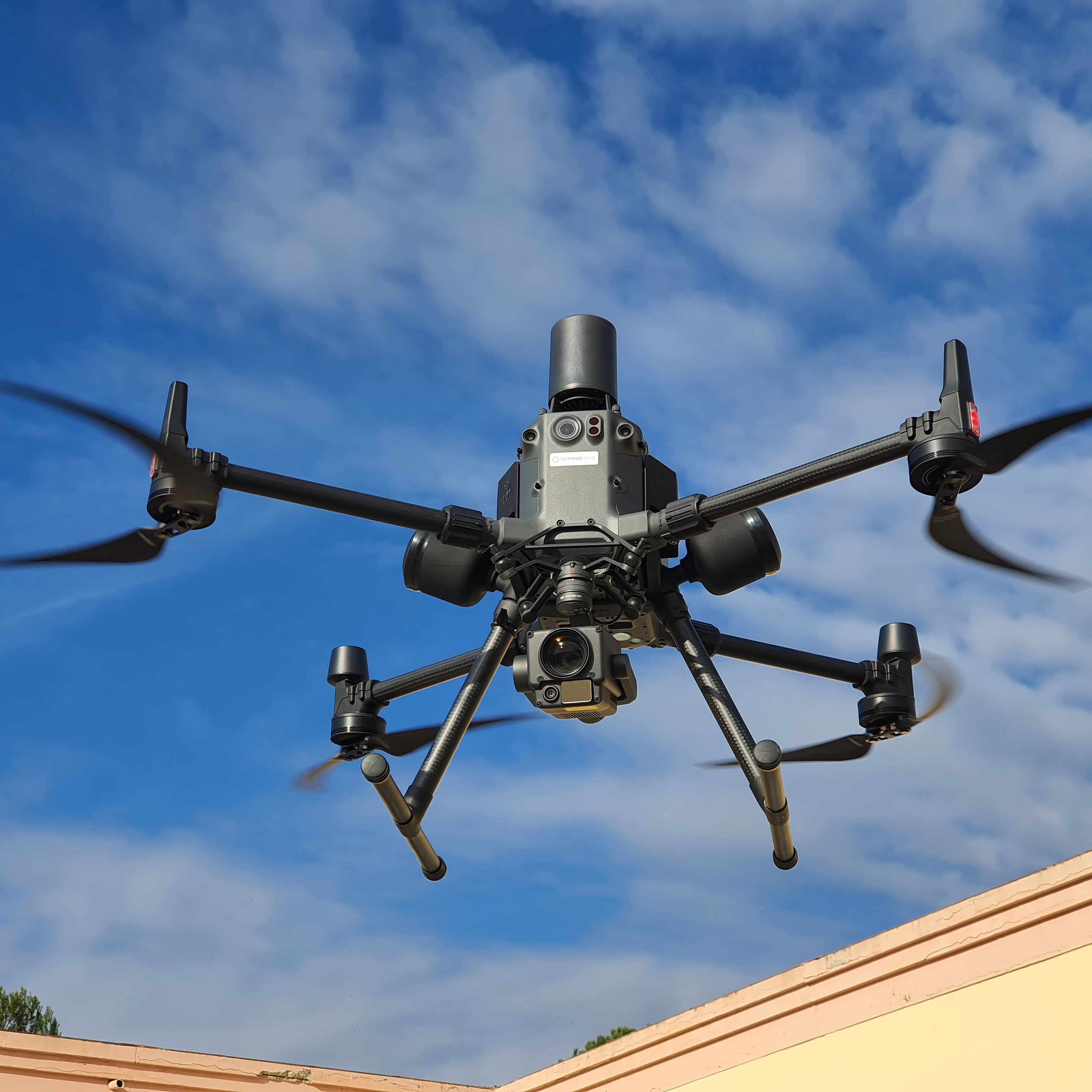
DJI Matrice 300 RTK (categoria 1)
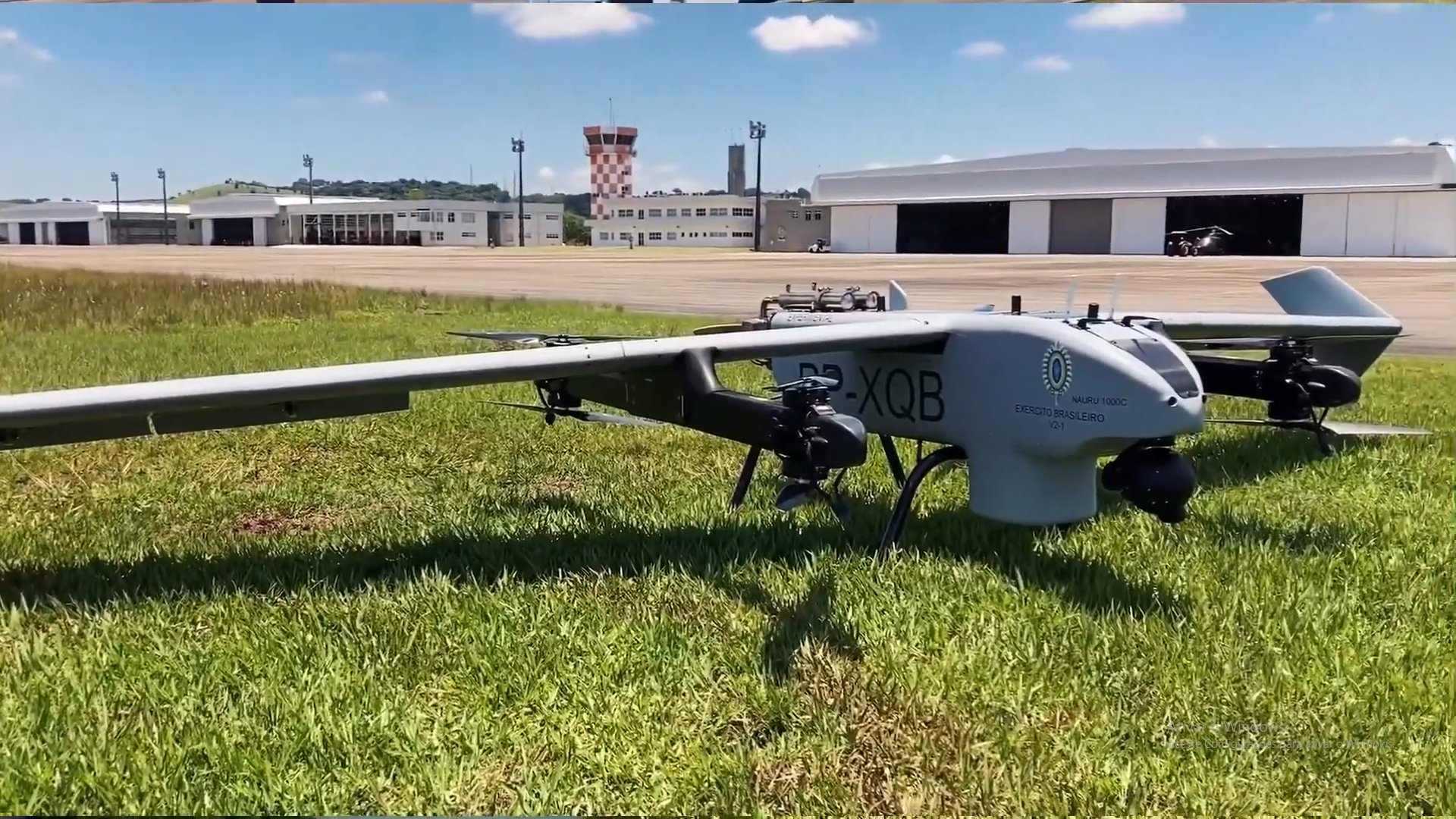
Nauru 1000C (categoria 2) pousado
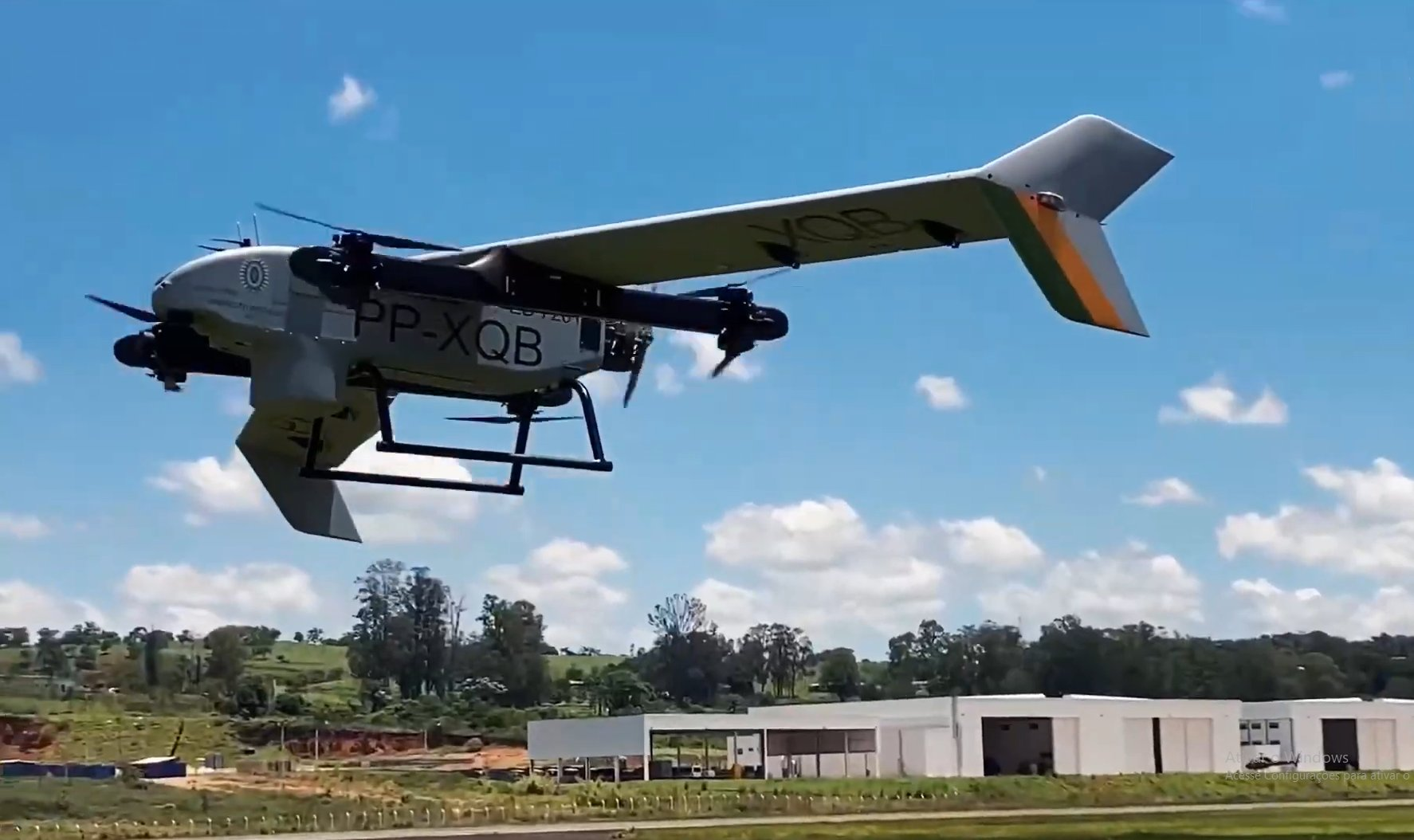
Nauru 1000C decolando
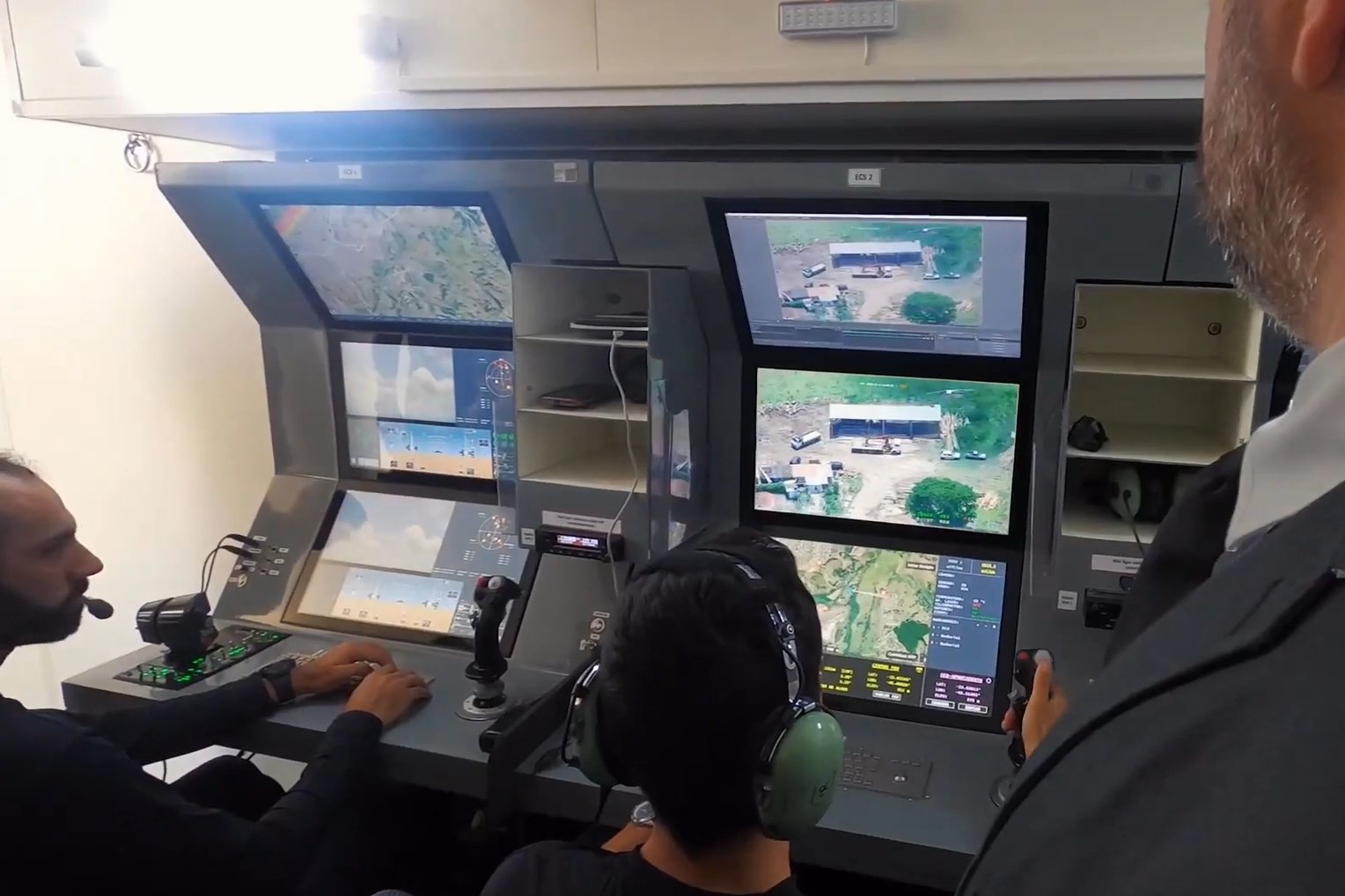
Console do Nauru 1000C

## Formas de operação
Diferentemente dos tripulantes de helicópteros da FAB, na Aviação do Exército é preciso compreender a manobra terrestre e a linguagem da tropa. Durante as operações, os helicópteros voam baixo, em integração próxima às forças de superfície. Essa aviação confere aeromobilidade e projeção de poder à força terrestre, com numerosas missões:

A aviação do Exército tem sido empregada para a realização de missões diretamente voltadas às operações de combate, tais como missões de ataque, de reconhecimento, de segurança, incursões, infiltrações e exfiltrações aeromóveis, no treinamento de tropa em técnicas aeromóveis, apoio ao combate e apoio logístico, bem como no apoio aéreo a diversas unidades, no transporte de pessoal, na evacuação médica, na calibração de tiro de artilharia

A função mais importante é o assalto aeromóvel, com tropa embarcada, e assim, a aviação é intimamente ligada à 12.ª Brigada de Infantaria Leve (Aeromóvel). Os helicópteros de manobra transportam a tropa, enquanto os de ataque protegem os de manobra. A operação ocorre de preferência à noite, para reduzir a vulnerabilidade ao inimigo. O ideal é o desembarque em vaga única, mas o Exército não tem condições de transportar uma força-tarefa aeromóvel, do tamanho de um batalhão, de uma vez só.
Em grande parte da Amazônia, os helicópteros são meio de transporte muito mais rápido do que a única alternativa, os navios. Por motivos parecidos, o transporte aéreo é importante no Pantanal. O ambiente amazônico é desafiador para os helicópteros: as condições climáticas são difíceis e as distâncias são longas. Também em ambiente de montanha os helicópteros podem ser preferíveis às estradas, e assim a Aviação do Exército pode apoiar a 4.ª Brigada de Infantaria Leve de Montanha. Por outro lado, os helicópteros dependem de condições meteorológicas adequadas e são vulneráveis à defesa antiaérea e guerra eletrônica inimigas.

## Organização

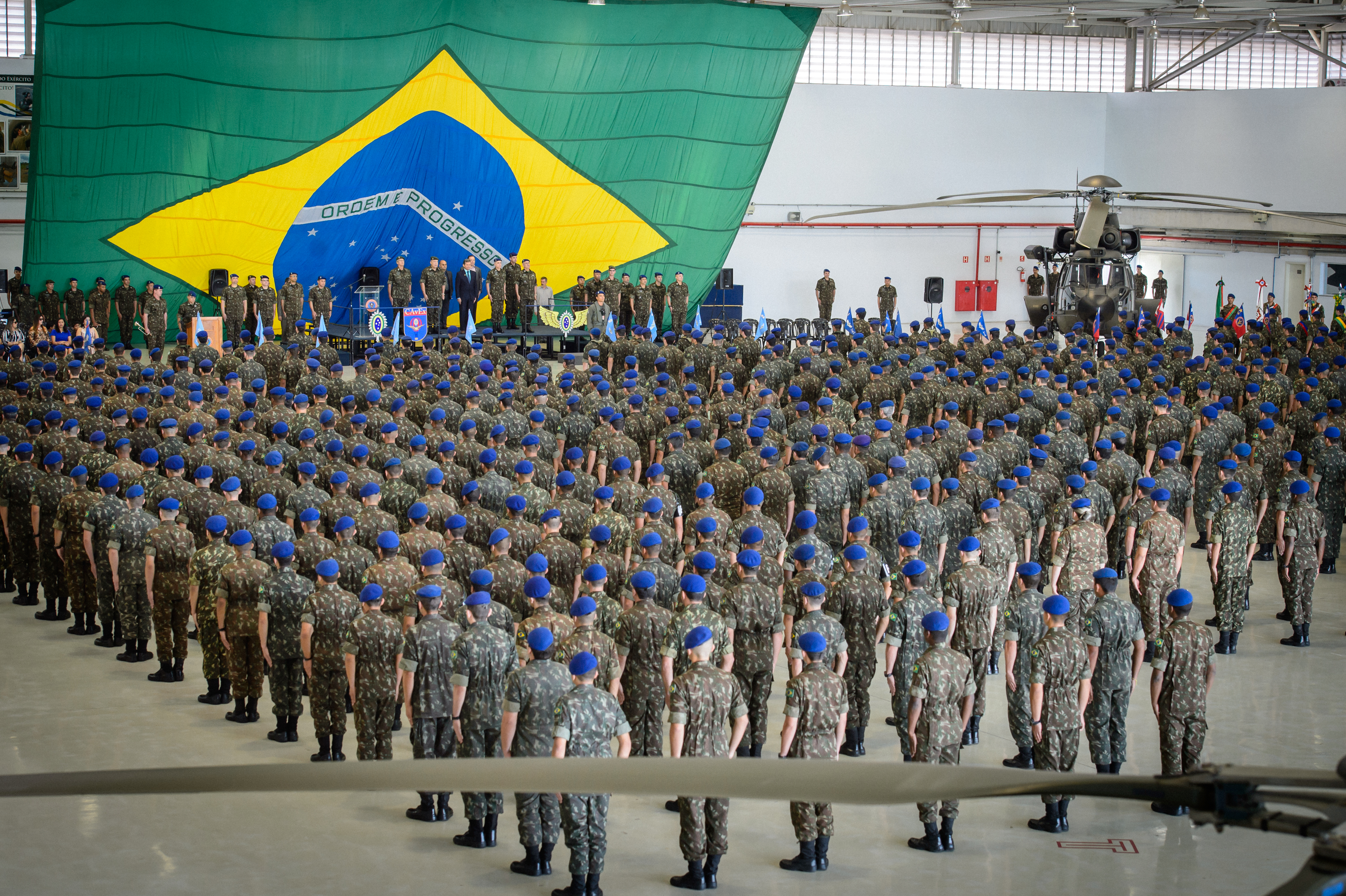
Militares da guarnição de Taubaté

O mais alto escalão da Aviação do Exército é seu Comando (CAvEx), subordinado operacionalmente ao Comando de Operações Terrestres, em Brasília, e administrativamente ao Comando Militar do Sudeste, em São Paulo. Em sua sede em Taubaté ele comanda o 1.º e 2.º Batalhões de Aviação do Exército (BAvEx), o Centro de Instrução de Aviação do Exército (CIAvEx), o Batalhão de Manutenção e Suprimento de Aviação do Exército (BMS), a Base de Aviação de Taubaté (BAvT) e a Companhia de Comunicações da Aviação do Exército.
Entretanto, o CAvEx não comanda a Aviação do Exército inteira. O 3.º e 4.º BAvEx, respectivamente situados em Campo Grande e Manaus, são subordinados aos Comandos Militares do Oeste e da Amazônia, respectivamente, e há também o Destacamento de Aviação do Exército no Comando Militar do Norte (DstAvEx/CMN). Esses batalhões distantes de Taubaté ainda mantém um canal técnico com o CAvEx. Em Brasília há a Diretoria de Material de Aviação do Exército (DMAvEx), subordinada ao Comando Logístico do Exército.
A sede original do Comando era Brasília, em 1989. A brigada de infantaria aeromóvel teria sido criada em Goiânia. Em 1991 a sede do comando foi transferida a Taubaté, no vale do Paraíba. A cidade tem posição estratégica no eixo Rio-São Paulo, próxima à indústria e pesquisa aeronáutica (Embraer, Helibras e Centro Técnico Aeroespacial) e da nova localização da brigada aeromóvel, que foi constituída pela transformação da brigada de infantaria existente em Caçapava. Por sua posição no núcleo central no país, a Aviação do Exército e a brigada aeromóvel formaram parte das Forças de Ação Rápida do Exército, para facilmente atuar em qualquer parte do território nacional.

### Batalhões de Aviação

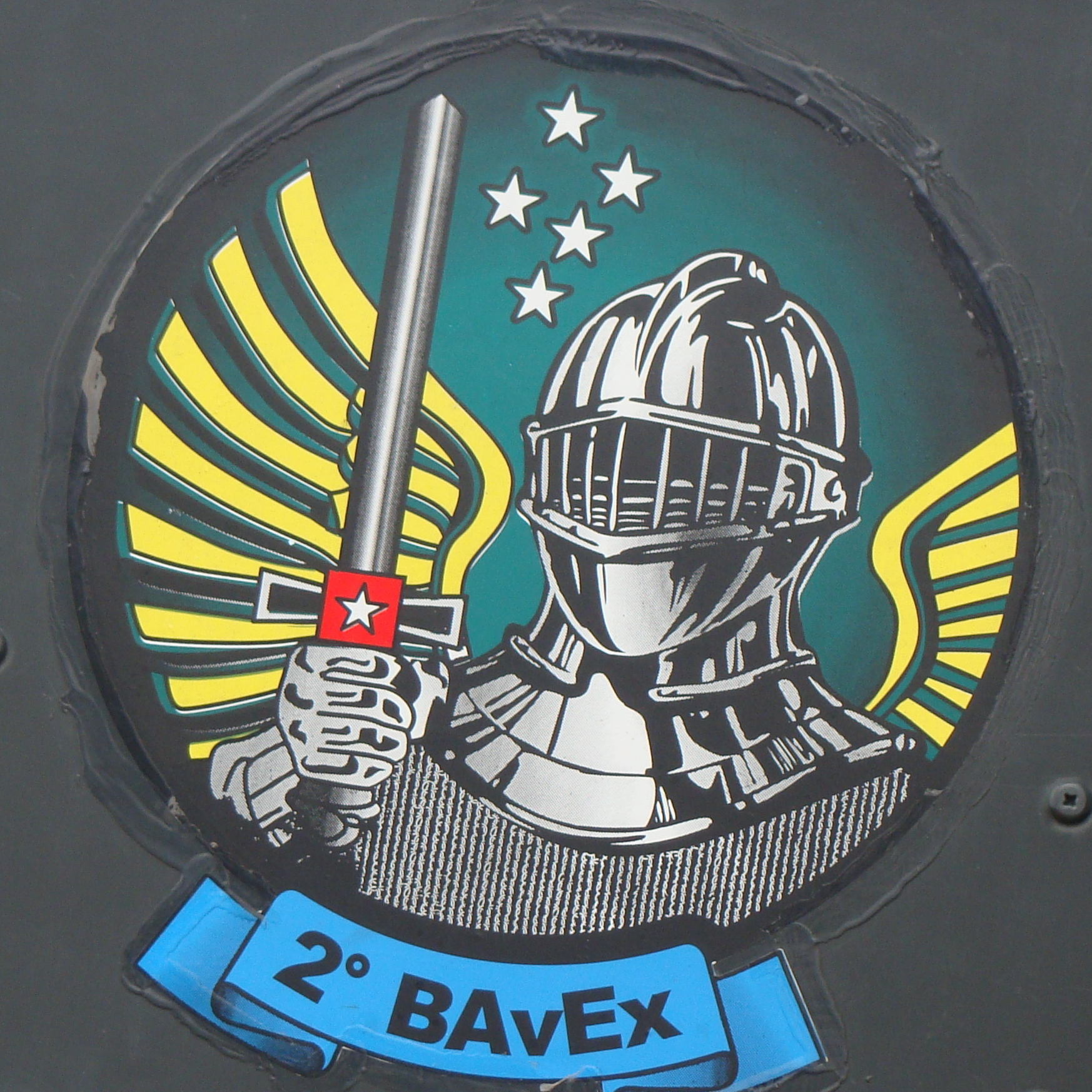
Bolacha do 2.º BAvEx

As unidades operacionais, os Batalhões, eram chamados Esquadrões até 2005. São o 1.º (Falcões), 2.º (Guerreiros), 3.º (Panteras) e 4.º (Onças), respectivamente constituídos em 1986, 1993, 1993 e 1997.
As aeronaves de transporte e ataque são combinadas nas mesmas unidades operacionais, imitando os americanos pós-Vietnã. Cada batalhão deve ter duas esquadrilhas de emprego geral (EHEG) e uma de reconhecimento e ataque (EHRA), além de uma de manutenção e suprimento e uma de comando e apoio. A proporção maior das aeronaves de transporte evidencia a função principal de apoio, e não ataque, do batalhão. Na realidade, apenas o 1.º e o 3.º batalhões tinham esquadrilhas de reconhecimento e ataque em 2020.
O 1.º batalhão, por exemplo, tinha em 2018 uma EHRA com o HA-1 e duas EHEG, respectivamente com o HM-1 Pantera e HM-4 Jaguar. Cada esquadrilha tem três pelotões de helicópteros. Na EHRA, cada pelotão tem cinco helicópteros, um do comandante e os demais organizados em duas seções de dois helicópteros cada. Dentro da seção, um helicóptero pertence ao comandante de seção e outro a seu “Ala”.
Havia intenção de usar a aviação na Amazônia desde sua criação. Algumas aeronaves usadas na Operação Traíra permaneceram no Norte, transferidas a Manaus, e formaram o destacamento Amazônia em 1992, expandido ao 4.º Esquadrão em 1997. Ele pode transportar tropas do 1.º Batalhão de Infantaria de Selva, sediado na mesma cidade, que recebeu a designação de Aeromóvel em 2005. Em 2003, planejava-se a transferência do 3.º Esquadrão ao Comando Militar do Oeste e a criação de dois esquadrões, um no Sul e outro no Nordeste. O que se concretizou foi a transferência do 3.º, realizada gradativamente a partir de 2009 de Taubaté para sua nova sede em Campo Grande. Apesar dessa descentralização, em 2018 cerca de 76% dos efetivos permaneciam em Taubaté. Em 2022, dois HM-4 Jaguar foram transferidos a Belém para formar um destacamento no Comando Militar do Norte.
| Distribuição das aeronaves em 2023 | Distribuição das aeronaves em 2023 | Distribuição das aeronaves em 2023 | Distribuição das aeronaves em 2023 | Distribuição das aeronaves em 2023 | Distribuição das aeronaves em 2023 | Distribuição das aeronaves em 2023 | Distribuição das aeronaves em 2023 |
| Organização                        | Local                              | HA-1A Fennec                       | HM-1A Pantera                      | HM-2 Black Hawk                    | HM-3 Cougar                        | HM-4 Jaguar                        | Total                              |
| ---------------------------------- | ---------------------------------- | ---------------------------------- | ---------------------------------- | ---------------------------------- | ---------------------------------- | ---------------------------------- | ---------------------------------- |
| CIAvEx                             | Taubaté                            | 16                                 |                                    |                                    |                                    |                                    | 16                                 |
| 1.º BAvEx                          | Taubaté                            | 12                                 |                                    |                                    |                                    | 7                                  | 19                                 |
| 2.º BAvEx                          | Taubaté                            |                                    | 16                                 |                                    | 4                                  |                                    | 20                                 |
| 3.º BAvEx                          | Campo Grande                       | 6                                  | 6                                  |                                    | 4                                  |                                    | 16                                 |
| 4.º BAvEx                          | Manaus                             |                                    | 9                                  | 4                                  |                                    | 6                                  | 19                                 |
| DstAvEx/CMN                        | Belém                              |                                    | 3                                  |                                    |                                    | 2                                  | 5                                  |
| Total                              | Total                              | 34                                 | 34                                 | 4                                  | 8                                  | 15                                 | 95                                 |

### Centro de Instrução

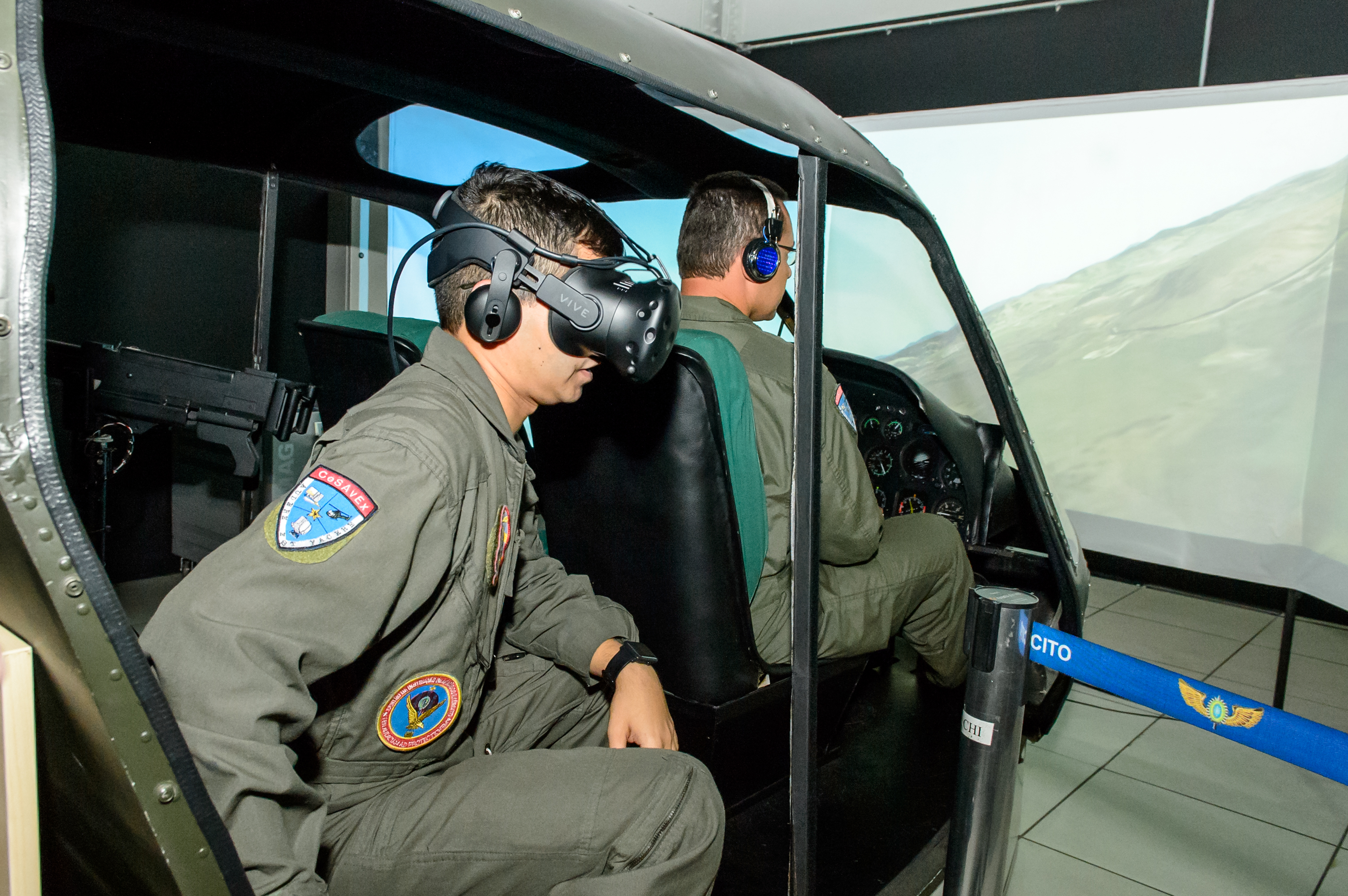
Simulador de voo do CIAvEx

A atividade aérea é complexa e exige um alto grau de especialização. O CIAvEx forma os recursos humanos da Aviação do Exército: oficiais pilotos e sargentos de várias especialidades (mecânicos de voo, técnicos de manutenção, controladores de tráfego aéreo, meteorologistas, elementos de busca e resgate, bombeiros de aeródromo, etc.). Mais abaixo na hierarquia, soldados incorporados pela conscrição são formados nas próprias unidades. Antes de ingressar na AvEx, os oficiais são formados na Academia Militar das Agulhas Negras e, como tenentes, servem por um período mínimo em unidades terrestres. Na aviação civil, a formação para voar helicópteros é dispendiosa, custando de R$ 80 a 100 mil em São Paulo em 2010. Alguns pilotos da AvEx prosseguem ao mercado de trabalho da aviação civil ao fim do serviço no Exército, aproveitando o caminho mais barato para a qualificação.
O CIAvEx é um estabelecimento de ensino com mais de 40 cursos e estágios em 2020, de cursos técnicos à graduação e pós-graduação lato sensu. Ele tem sua própria Esquadrilha de Helicópteros de Instrução (Pegasus), operando o Equilo como veículo padrão, e ferramentas como simuladores de voo, realidade aumentada e realidade virtual para reduzir os custos com as horas de voo dos helicópteros. Na formação dos pilotos, toda fase prática é precedida pela mesma missão realizada no simulador. O retorno ao CIAvEx para formação adicional é normal ao longo da carreira. Os pilotos passam do estágio básico para os armamentos, as táticas e a liderança de um pelotão de helicópteros. Após a formação na Escola de Aperfeiçoamento de Oficiais, podem retornar ao CIAvEx e qualificarem-se ao estado-maior ou comando de batalhões e ao serviço de oficiais de ligação em brigadas, divisões e Comandos Militares.

### Manutenção e logística

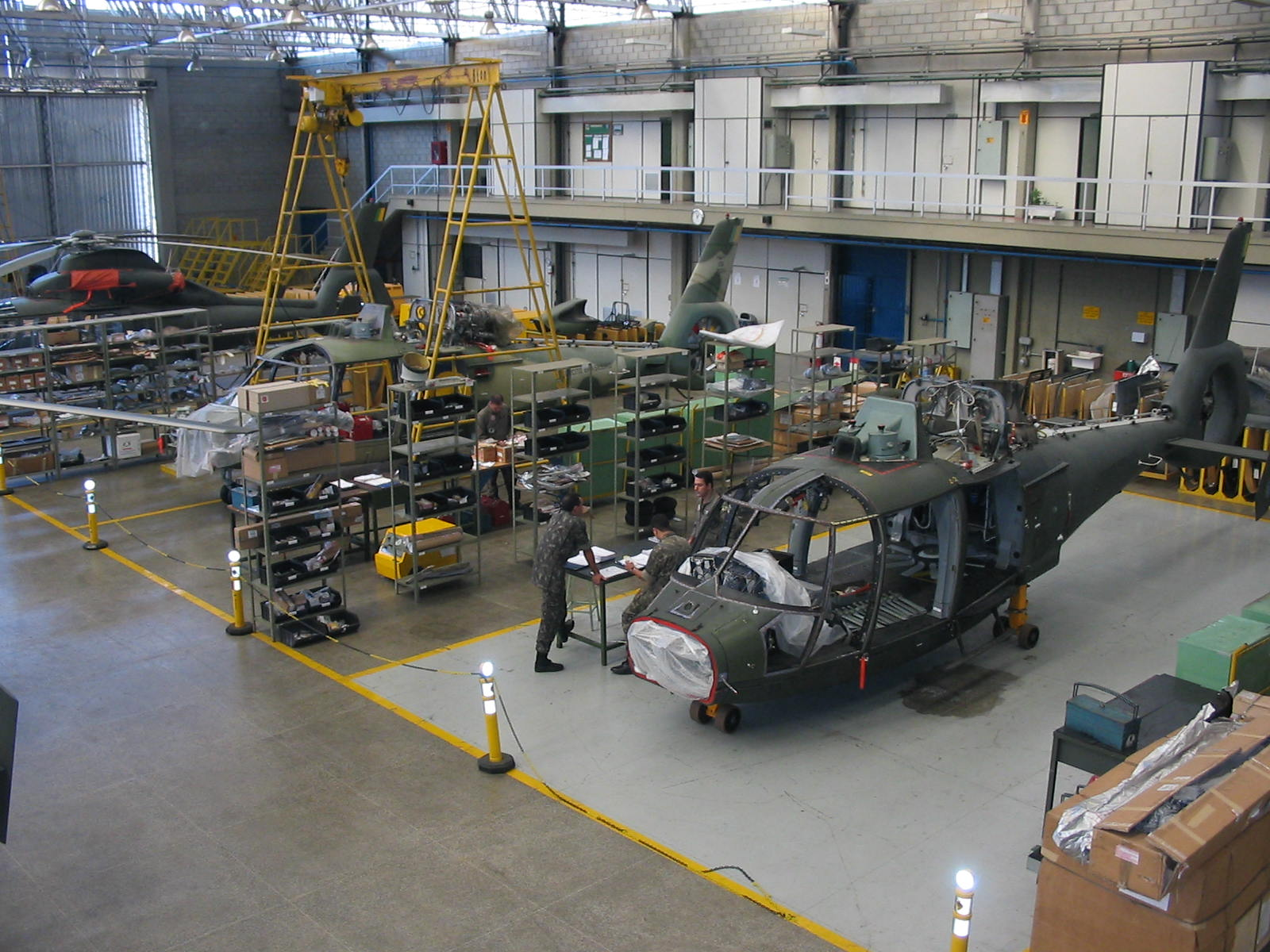
Hangar do Batalhão de Manutenção e Suprimentos

A logística da AvEx tem como protagonista o BMS, responsável pela estocagem e distribuição do suprimento. O planejamento, integração e controle da logística cabem à DMAvEx. O CAvEx intermedia essa diretoria e o BMS. A BAvT realiza aquisições no mercado interno a pedido do BMS. Algumas aquisições no mercado interno, principalmente materiais químicos, são realizadas de forma descentralizada pelo 3.º e 4.º BAvEx. As aquisições no mercado externo passam pela Comissão Permanente do Exército Brasileiro em Washington (CEBW) ou pelo Depósito Especial (DE), que tem um contrato com a Airbus Helicopters. O DE minimiza os lead times e garante contratações diretas com o fabricante, mas a necessidade de prévia previsão orçamentária, empenhada à Airbus Helicopters, atrasa o atendimento aos pedidos durante crises econômicas.
No BMS, parte do trabalho de manutenção é terceirizado. A meta do batalhão é manter 70% dos helicópteros disponíveis para uso imediato, mas historicamente as dificuldades burocráticas e a dependência da tecnologia estrangeira causam interrupções na cadeia logística, com efeitos cascata de atrasos no ciclo de manutenção. Em 2011, num panorama de baixa disponibilidade de meios nas Forças Armadas inteiras, um dossiê do Ministério da Defesa apontava que apenas 39 dos 78 helicópteros da Aviação do Exército estavam operacionais. Em 2018 a frota de HM-3 Cougar chegou a 75% de disponibilidade, um valor não atingido desde 2008.

### Outros componentes

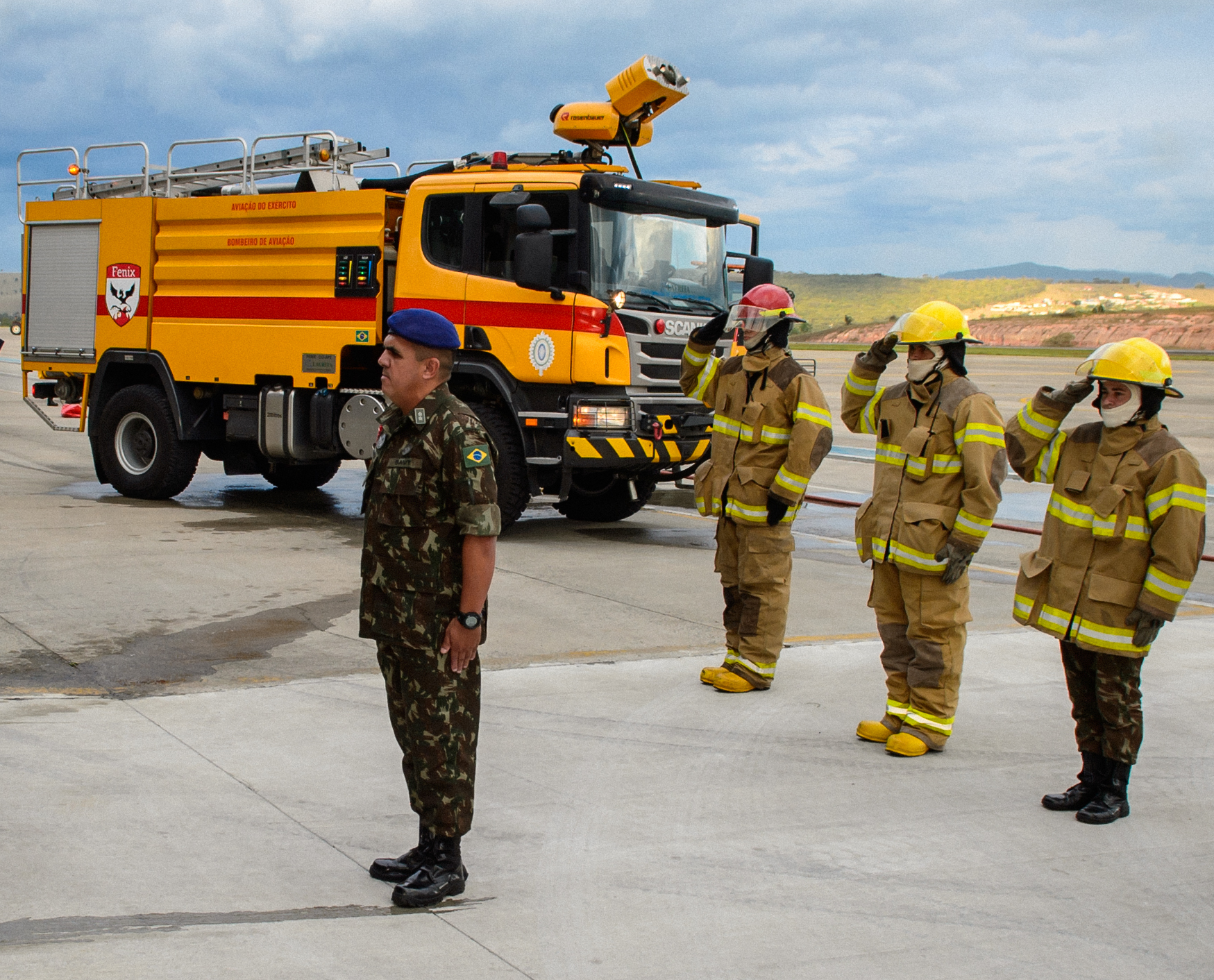
Serviço de bombeiros da BAvT

A Base de Aviação de Taubaté é um órgão de gestão administrativa e infraestrutura, com um efetivo de cerca de 800 militares. Ela mantém a Divisão de Aeródromo, que opera a torre de controle, o controle de tráfego aéreo e o serviço de proteção contra incêndio. Em todo o complexo em Taubaté ela fornece a segurança, as refeições, o tratamento médico, o hotel de trânsito e a gestão dos recursos orçamentários, financeiros e patrimoniais. Quando a AvEx deixa sua sede a BAvT monta o novo posto de comando e continua a fornecer o alojamento, refeições, segurança e outros serviços. Nessa situação, ela monta e opera o aeródromo de campanha junto com a Companhia de Comunicações da Aviação do Exército. Criada em 2014, a companhia é responsável pelas ligações de comando e controle.
O CAvEx tem em sua Seção de Projetos Especiais o Grupo de Ensaios e Avaliações (GEA), que assessora as decisões de modernização e compra de equipamentos. Os pilotos habilitados para ensaios em voo estão reunidos nesse grupo e podem testar aeronaves e sistemas antes de sua aquisição.